# Blutbad am 40. Jahrestag des Jom-Kippur-Krieges
Das Blutbad am 40. Jahrestag des Jom-Kippur-Krieges war das Ergebnis der gewaltsamen Auflösung von Protestmärschen der Muslimbruderschaft in Ägypten am 6. Oktober 2013, dem 40. Jahrestag des Jom-Kippur-Krieges. Die Auflösung durch ägyptische Sicherheitskräfte führte landesweit zum Tod von mindestens 57 Demonstranten. In fast allen Fällen handelte es sich bei den Todesopfern um Unterstützer des mit dem Militärputsch vom 3. Juli 2013 vom ägyptischen Militär unter Militärratschef Abd al-Fattah as-Sisi gestürzten Staatspräsidenten Mohammed Mursi.
Schwerpunkt des Geschehens am 6. Oktober waren die Protestmärsche von Putschgegnern vom Stadtteil Dokki in Gizeh und vom Ramses-Platz zum Tahrir-Platz in Kairo, wo sich Unterstützer der Armee versammelt hatten.
Seit Mitte August hatte die militärgestützte Übergangsregierung den Ausnahmezustand über weite Teile des Landes verhängt, der Behörden und Einsatzkräften Sonderrechte beim Vorgehen gegen Proteste und Versammlungen verschaffte. Die mit der Partei Mursis in Verbindung stehende Organisation der Muslimbruderschaft war zwei Wochen vor dem 6. Oktober faktisch für illegal erklärt worden. Ihr Vermögen war beschlagnahmt und ihren Mitgliedern jedwede politische Betätigung verboten worden. Ägyptische und internationale Menschenrechtsorganisationen werteten den Vorfall als fünfte Massentötung von Demonstranten durch ägyptische Sicherheitskräfte nach dem Militärputsch vom Juli.
Am 9. Oktober fror die US-Regierung, die den Putsch zunächst gerechtfertigt hatte, Teile der Militärhilfe an Ägypten vorerst ein.

## Vorgeschichte

### Restriktionen gegen die Muslimbruderschaft
Unmittelbar mit dem Sturz des ersten demokratisch gewählten Staatspräsidenten in der ägyptischen Geschichte, Mohammed Mursi, am 3. Juli 2013, mit der damit verbundenen Außerkraftsetzung der ägyptischen Verfassung durch Militärratschef Abd al-Fattah as-Sisi und mit der Auflösung des Oberhauses durch den von Sisi als Interimsstaatspräsident eingesetzten Adli Mansur begannen Verhaftungen führender Kader der Muslimbruderschaft durch den alten repressiven Sicherheitsapparat sowie willkürliche Massenfestnahmen von Pro-Mursi-Demonstranten. Es setzte nach dem Urteil von Beobachtern eine „Kampagne der Kriminalisierung“ der Muslimbruderschaft ein. Bis Anfang Oktober wurde praktisch die gesamte Führung der Muslimbruderschaft inhaftiert, während über den vom Militär gestürzten Präsident Mursi sämtliche Nachrichten fehlten, die Organisation der Muslimbruderschaft per Gerichtsbeschluss vom 23. September verboten und ihr Vermögen eingezogen wurde, sowie angeblich Tausende Demonstranten in den Hafteinrichtungen misshandelt wurden.

### Gewaltentwicklung nach dem Militärputsch

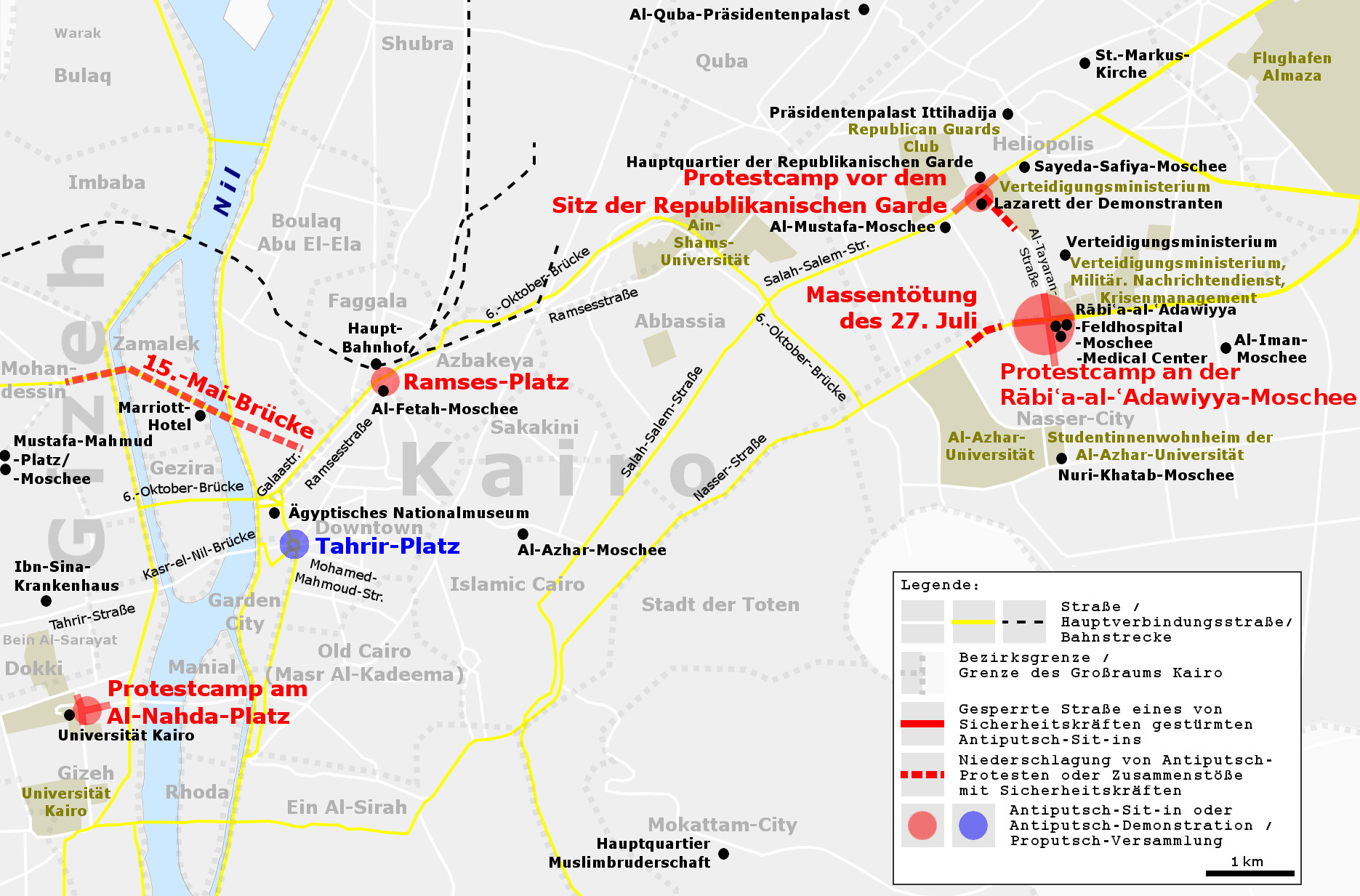
Ausgewählte Orte im Zusammenhang mit blutig niedergeschlagenen Protesten von Pro-Mursi-Demonstranten (rot) in Kairo nach dem Militärputsch vom 3. Juli 2013:
8. Juli: Protestcamp vor dem Sitz der Republikanischen Garde
27. Juli: Protestcamp vor der Rābiʿa-al-ʿAdawiyya-Moschee
14. August: Protestcamps vor der Rābiʿa-al-ʿAdawiyya-Moschee und am Al-Nahda-Platz
16. August: Ramses-Platz und 15.-Mai-Brücke
6. Oktober: u. a. Märsche von Dokki und Ramses-Platz (mit Al-Fetah-Moschee) zum Tahrir-Platz

Nach dem Militärputsch gegen die erste gewählte Regierung Ägyptens am 3. Juli 2013 machten die ägyptischen Sicherheitskräfte nach dem Urteil von Menschenrechtsorganisationen über einen Zeitraum von mehreren Monaten mehrfach Gebrauch von tödlicher Gewalt bei der Auflösung weitgehend friedlicher Proteste. Das Ausmaß der Gewaltanwendung war dabei demnach äußerst unverhältnismäßig, gemessen an den vereinzelten Gewalthandlungen einiger Demonstranten. Bereits am 8. Juli und am 27. Juli kam es zu zwei Massentötungen an demonstrierenden Muslimbrüdern durch ägyptische Sicherheitskräfte, die zu diesem Zeitpunkt die schwerwiegendsten staatlich durchgeführten Blutbäder Ägyptens seit dem Sturz Husni Mubaraks von 2011 darstellten. Ihnen folgten am 14. August 2013 und am 16. August 2013 zwei weitere Massentötungen an Demonstranten durch die Sicherheitskräfte. Das Hauptgeschehen der Proteste gegen Polizeigewalt und den Sturz des Staatspräsidenten Mursi durch das Militär bei dem Ereignis vom 16. August mit mindestens 120 Toten fand am Ramses-Platz in Kairo statt, wohin Tausende Demonstranten von den Moscheen nach dem Freitagsgebet zu einer zentralen Kundgebung zogen. Patrick Kingsley berichtete für den Guardian, er sei „Augenzeuge eines Massakers“ an mindestens 19 Menschen durch die Sicherheitskräfte am Ramses-Platz geworden.
Seit der Eskalation von Mitte August erlaubte die militärgestützte Übergangsregierung der Polizei offiziell, scharfe Munition einzusetzen, „um sich selbst oder wichtige Regierungsgebäude zu verteidigen“. Am 14. August verhängte Übergangspräsident Adli Mansur einen mit einer nächtlichen Ausgangssperre verbundenen, einmonatigen Ausnahmezustand über Kairo und mehr als zehn andere Provinzen, der Mitte September um zwei Monate bis Mitte November 2013 verlängert wurde. Die Behörden und Einsatzkräfte erhielten dadurch weitreichende Sonderrechte beim Vorgehen gegen Proteste und Versammlungen und konnten Festnahmen ohne richterlichen Haftbefehl und Hausdurchsuchungen ohne richterliche Anordnung durchführen. Zudem erschwerten die nach dem Sturz Mursis reaktivierten Notstandsgesetze die Arbeit der Presse, indem sie die Streitkräfte berechtigten, Kritiker jeder Art jederzeit festzunehmen und gegebenenfalls vor ein Militärgericht zu stellen. In den Wochen nach der Verhängung des Ausnahmezustandes wurden mehr als 2000 Mitglieder der Muslimbrüder festgenommen, darunter nahezu die gesamte Führungsriege der Islamisten. Die Zahlen der Teilnehmer an den Protesten gegen den Militärputsch gingen seitdem deutlich zurück.

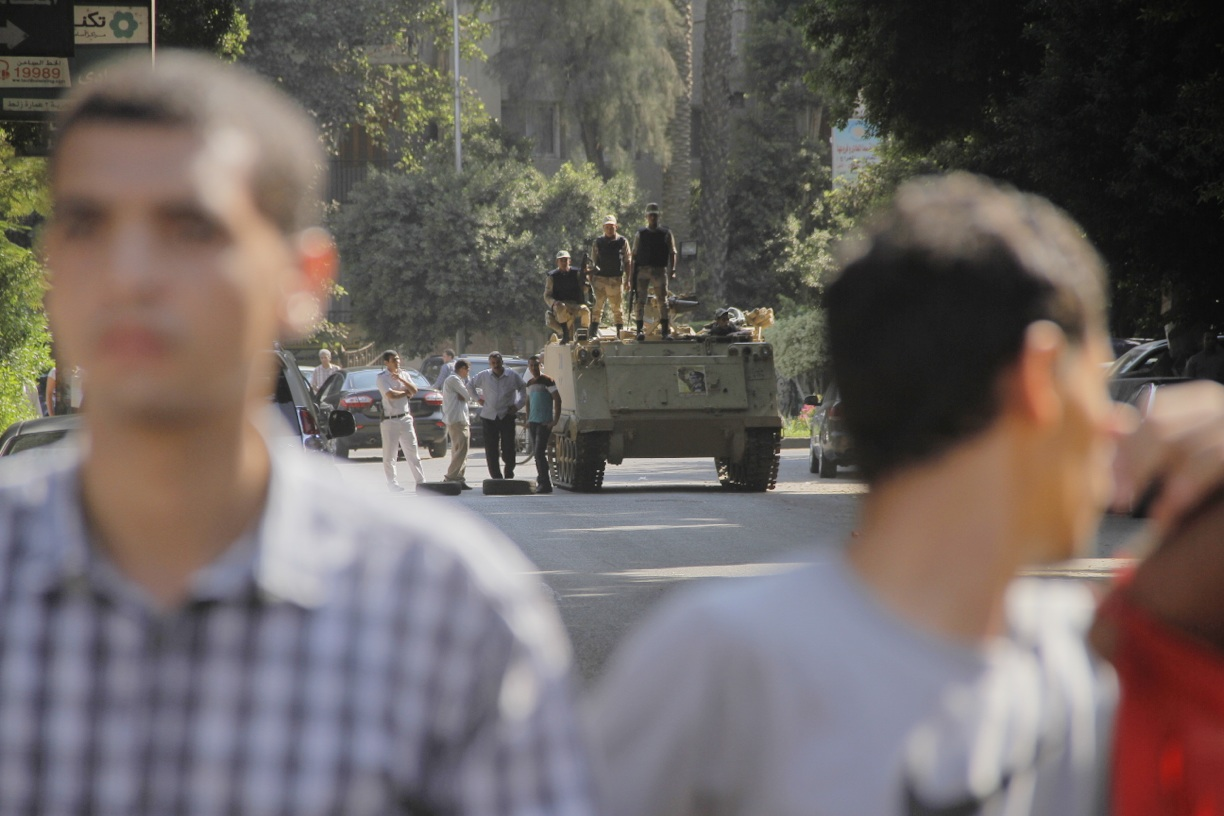
Hinter Pro-Mursi-Demonstranten auf einer Protestkundgebung in Kairo-Maadi vom 20. September stehen Sicherheitskräfte mit Panzer bereit.

Insbesondere ab dem 14. August war Ägypten damit von der größten Gewaltwelle der jüngeren ägyptischen Geschichte erfasst worden. Von den über 1000 im Juli und August 2013 ums Leben gekommenen Menschen waren nahezu alle Zivilisten, die gegen Militärchef Sisi demonstriert hatten und von den Sicherheitskräften erschossen wurden. Bis Anfang Oktober stieg die Anzahl der seit dem Putsch Getöteten auf bis zu 2000 Menschen an und wuchs wöchentlich weiter. Bei den allermeisten Opfern handelte es sich dabei um von Polizei und Militär getötete Islamisten, überwiegend aus der Muslimbruderschaft.
Ab Mitte September gewannen die Freitagsproteste der Anhänger des gestürzten Präsidenten Mursi wieder an Zulauf, nachdem sie nach dem harten Vorgehen der Polizei und des Militärs in den vorangegangenen Wochen zunächst schwächer geworden waren. Die Wirtschaft und der Tourismus in Ägypten litten Anfang Oktober bereits deutlich unter der politischen Instabilität. Beobachter sahen in der seit dem Sturz Mursis im Juli andauernden Gewaltserie ein Zeichen für die wachsende Instabilität in Ägypten.
Trotz der zu diesem Zeitpunkt allein seit August über 1300 während Demonstrationen getöteten Menschen hatten die Behörden der militärgestützten Übergangsregierung weder einen Untersuchungsausschuss eingesetzt noch versucht, die Sicherheitskräfte zurückzuhalten.

### Vorfeld des 6. Oktobers
Am Abend des 1. Oktober erreichte erstmals seit dem Putsch von Anfang Juli wieder einer der täglichen kleinen Protestzüge der Anhänger des gestürzten Präsidenten Mursi den Tahrir-Platz in Kairo. Rund hundert Menschen skandierten: „Nieder mit der Militärregierung!“ Es brachen Auseinandersetzungen zwischen Hunderten von Unterstützern und Gegnern des vom Militär gestürzten Präsidenten Mursi auf dem Tahrir-Platz aus.
In den folgenden Tagen verhinderte die militärgestützte Staatsführung mit aller Macht, dass die Anhänger Mursi-Anhänger erneut auf den symbolträchtigen Tahrir-Platz gelangen und die mit Paraden und Flugstaffeln vorgetragenen Kundgebungen der Putschbefürworter beeinträchtigen. Ägyptische Sicherheitskräfte sperrten den Tahrir-Platz für die Tage ab, an denen große Pro-Mursi-Demonstrationen geplant waren, um von Beginn an zu verhindern, dass Sit-ins an dem als Geburtsplatz der Januar-Revolution geltenden Platz begonnen werden.
Verschiedene der Muslimbruderschaft nahestehende Facebook-Seiten hatten dazu aufgerufen, am 6. Oktober gegen den Sturz des Präsidenten Mursi, den sie als Militärputsch bezeichneten, zu demonstrieren. Die Anti-Mursi-Gruppe Tamarod rief daraufhin dazu auf, den Nationalfeiertag des 6. Oktobers mit öffentlichen Feierlichkeiten, unter anderem am Tahrir-Platz und am Ittihadija-Präsidentenpalast, zu begehen. In einer Stellungnahme vom 2. Oktober erklärte Tamarod, die Ägypter würden den – so Tamarod – „Terror der Bruderschaft“ (Muslimbruderschaft) nicht fürchten und dass sich „niemand dem Willen des ägyptischen Volkes widersetzen“ könne. Am 30. September hatte bereits ein führendes Mitglied der linksgerichteten Tagammu-Partei zu Versammlungen am 6. Oktober aufgerufen, um von der Muslimbruderschaft geplante Demonstrationen zu unterdrücken. Amr Abdel-Rady sagte, die Partei habe „abgesicherte Informationen“ darüber erhalten, dass die Muslimbruderschaft plane, „den Tag durch Angriffe auf staatliche Einrichtungen zu verderben“.
Am 4. Oktober kam es nach Wochen der „angespannten Ruhe“ (Der Spiegel) bei landesweiten Protestmärschen der Putschgegner zu mehreren Zusammenstößen oder Ausschreitungen zwischen Anhängern Mursis und dessen Gegnern sowie den Sicherheitskräften, wobei nach offiziellen Angaben mindestens vier Menschen in Kairo erschossen wurden. Bei den vier Erschossenen handelte es sich um Anhänger der Muslimbrüder. Die Demonstrationen waren die größten seit der Räumung der Protestlager von Mursi-Unterstützern in Kairo vom 14. August mit Hunderten Toten. Der Tod von acht Menschen bei dem gewaltsamen Vorgehen der Sicherheitskräfte gegen Demonstranten in Kairo und Asyut am 4. Oktober rückte die Verhältnisse in Ägypten zurück in das internationale Medieninteresse. Die Proteste hielten vom 4. bis zum 6. Oktober an.
In Kairo kam es in mehreren Stadtteilen zu Auseinandersetzungen zwischen Islamisten und Polizei, nachdem Tausende Mursi-Anhänger nach dem Freitagsgebet in mehreren Stadtvierteln Parolen gegen das Militär und Armeechef Sisi skandierten und für die Wiedereinsetzung Mursis demonstrierten. Als ein Demonstrationszug mit Mursi-Anhängern auf den Tahrir-Platz wollte, gingen die Sicherheitskräfte mit Warnschüssen und Tränengas gegen die Demonstranten vor, riegelten den Tahrir-Platz ab und drängten die Demonstranten auf einen anderen Platz ab. Aus Militärfahrzeugen in der Nähe des Tahrir-Platzes wurde mit scharfer Munition geschossen, nach Angaben von Augenzeugen in die Menge der Unterstützer der Muslimbruderschaft. Beistehende Zuschauer schlossen sich Soldaten bei dem Angriff an, warfen Steine auf die Demonstranten, die diese daraufhin zurückwarfen. Als Muslimbrüder zum Präsidentenpalast und zum Verteidigungsministerium ziehen wollten, hinderte das Militär sie daran, und die Sicherheitskräfte setzten Tränengas ein. Zu weiteren Auseinandersetzungen kam es auf der zu den Pyramiden in Gizeh führenden Straße. Im Stadtteil Nasr City marschierten Tausende islamistische Demonstranten in einem Protestzug in Richtung der Rābiʿa-al-ʿAdawiyya-Moschee, wo das Protestlager im August blutig von den Sicherheitskräften geräumt worden war, und hielten Fotos von getöteten Muslimbrüdern hoch. Die Sicherheitskräfte verstärkten daraufhin ihre Präsenz und erklärten, Sitzstreiks seien nicht zugelassen. Demonstranten und ihre Gegner am Rande der Protestzüge bewarfen sich gegenseitig mit Steinen. In einem weiteren Stadtteil Kairos sollen laut einem Augenzeugenbericht Islamisten und ihre Gegner mit Schrotflinten aufeinander geschossen haben. Zu Auseinandersetzungen kam es auch in Alexandria sowie in Orten im Nil-Delta.
Anfang Oktober war eine heftige Diskussion über eine mögliche Präsidentschaftskandidatur des Militärchefs Sisi im Gang. Es wurden Unterschriften einer Petition mit dem Ziel gesammelt, Sisi möge bei den Präsidentschaftswahlen als Präsidentschaftsanwärter antreten und sein Versprechen brechen, dass die Armee sich aus der Politik wieder zurückziehen werde. Als Führer einer Allianz von bedeutenden Persönlichkeiten aus der Mubarak-Ära, Vertretern aus dem Polizei- und Militärapparat, der Business-Eliten und vieler Politiker, die nach der Revolution bekannt geworden waren, war sein Porträt Anfang Oktober „auf Plakatwänden, Schulranzen und auf Süssigkeiten“ allgegenwärtig. Die Unterstützung für eine mögliche Kandidatur Sisis für die voraussichtlich Anfang 2014 abzuhaltende Präsidentenwahl war insbesondere seit Anfang September gewachsen. Als für den Putsch gegen Mursi an führender Stelle verantwortlicher „starker Mann“ hatte er mit seinem wiederholten rabiaten militärischen Vorgehen gegen die Muslimbrüder in den vorangegangenen Wochen eine Solidarisierung großer Bevölkerungsanteile mit der Armee erreicht. Darüber hinaus nahm er eine zentrale Stellung im Übergangsprozess in Ägypten ein. Der über mehrere Monate hinweg als potenzieller Präsidentschaftskandidat gehandelte Abdel Hakim Gamal Abdel Nasser, der jüngste Sohn des ehemaligen Staatspräsidenten Gamal Abdel Nasser, hielt sich selbst zurück, als sich mögliche politische Ambitionen Sisis abzeichneten und sagte am 28. September: „Ich hoffe, dass Generaloberst Al-Sisi Ägypten in der nächsten Phase führen wird.“
Die Website RNN veröffentlichte zum Feiertag des 6. Oktober ein Video, das Armeechef Al-Sisi und seinen Stab bei Beratungen zum Thema zeigte, wie Medienkritik an der Armee eingedämmt werden könne. Sowohl der Inhalt des Videos als auch der Umstand, dass es den Medien zugespielt wurde, wurden als für Militärchef Sisi peinlich bewertet. Al Jazeera hatte schon am 3. Oktober ein angeblich aus den Monaten vor dem Putsch gegen Mursi stammendes Video veröffentlicht, das zeigt, wie Armeechef Sisi auf das Drängen von Offizieren zu einem härteren Vorgehen gegen Presse und Rundfunk mit der Frage reagiert, wie er die Medien „terrorisieren“ solle und wie er erklärt, dass es lange dauere, „bis man in der Lage ist, die Medien zu beeinflussen und zu kontrollieren“. Man habe noch nicht erreicht, was man beabsichtige, doch arbeite man daran. Von den ägyptischen Militärs wurde Al Jazeera zu dieser Zeit bereits als Feind wahrgenommen. Das Signal des Senders wurde gestört und mehrere Reporter wurden verhaftet. Das internationale Netzwerk Reporter ohne Grenzen berichtete von mindestens zehn inhaftierten Journalisten.
Anlässlich des 40. Jahrestages des Jom-Kippur-Krieges mit Israel riefen sowohl Anhänger des gestürzten Präsidenten Mursi als auch Unterstützer der Armee, die Mursi gestürzt hatte, zu Kundgebungen auf:
- Zum nationalen Gedenktag hatte die von den Muslimbrüdern dominierte und im Sommer gegründete „Nationale Allianz zur Unterstützung der Legitimität“ in den vorangegangenen beiden Wochen ihre Anhänger mobilisiert wie seit der mit brutaler Härte durchgeführten Räumung der Kairoer Protestlager am 14. August nicht mehr.[54][72] An Dutzenden Schildern entlang der Nil-Straße hingen Aufrufe mit dem Spruch „Hinaus zum 6. Oktober“. Überall in Kairo hatten islamistische Aktivisten „Sisi Mörder“ oder „Sisi Verräter“ an Häuserwände gesprüht.[54]

- Die von dem koptischen Milliardär Naguib Sawiris finanzierte und bis in ihre Spitze hinein von der ägyptischen Staatssicherheit unterwanderte Tamarod-Gruppe, die mit der gefälschten und enorm übertriebenen Angabe von 22 Millionen Unterschriften, die sie in ihrer Anti-Mursi-Kampagne angeblich gesammelt haben wollte, im Juni 2013 die dem Militärputsch vorausgehenden Massenproteste gegen die gewählte Regierung mit ausgelöst,[73] angeblich Millionen Demonstranten gegen Mursi auf die Straße gebracht und damit den Vorwand für den Militärputsch vom 3. Juli geliefert hatte, wollte zum 40. Jahrestag des Oktoberkrieges erneut die Massen für Militärchef Sisi und das Militär mobilisieren. Sie verwendete dazu den Slogan „Hand in Hand: Ganz Ägypten bekämpft den Terrorismus“ mit riesigen Lettern auf Plakatwänden, wobei unter den Begriff „Anti-Terror-Kampf“ sowohl die Militäroffensive gegen militante Islamisten auf dem Sinai gefasst wurde als auch die Verfolgung der Muslimbruderschaft, die zuvor alle demokratischen Wahlen in Ägypten seit dem Sturz von Machthaber Husni Mubarak gewonnen hatte.[66]

Am Abend des 5. Oktober verkündete der von Militärchef Sisi ins Amt gesetzte Interims-Staatspräsident Adli Mansur in seiner Fernsehansprache zum vierzigsten Jahrestag des Oktober-Krieges gegen Israel von 1973, die staatlichen Autoritäten würden „den viel gehassten Terrorismus und blinde Gewalt besiegen“. Die militärgestützte Staatsführung drohte nach einem Bericht der staatlichen Zeitung Al-Akhbar über den Sprecher Mansurs, Ahmad al Muslimani, den Militärgegnern noch vor Beginn der Feierlichkeiten am 5. Oktober offen und kündigte an, dass jeder, der „an diesem Jahrestag gegen die Armee demonstriert“, als Agent für ausländische Mächte und nicht als Aktivist oder Demonstrant betrachtet werden würde. Das Innenministerium warnte, allen „Versuchen, die die Feierlichkeiten des 6. Oktober stören könnten“, entgegenzutreten. Bereits am 4. Oktober hatte der stellvertretende Innenminister, General Sayed Shafik, in einem Interview auf Al Hayat TV gewarnt, die Polizei werde „keine Sit-ins an irgendeinem Platz“ am 6. Oktober erlauben, sondern sie „um jeden Preis“ verhindern.

### Historischer Symbolwert des 6. Oktobers in Ägypten

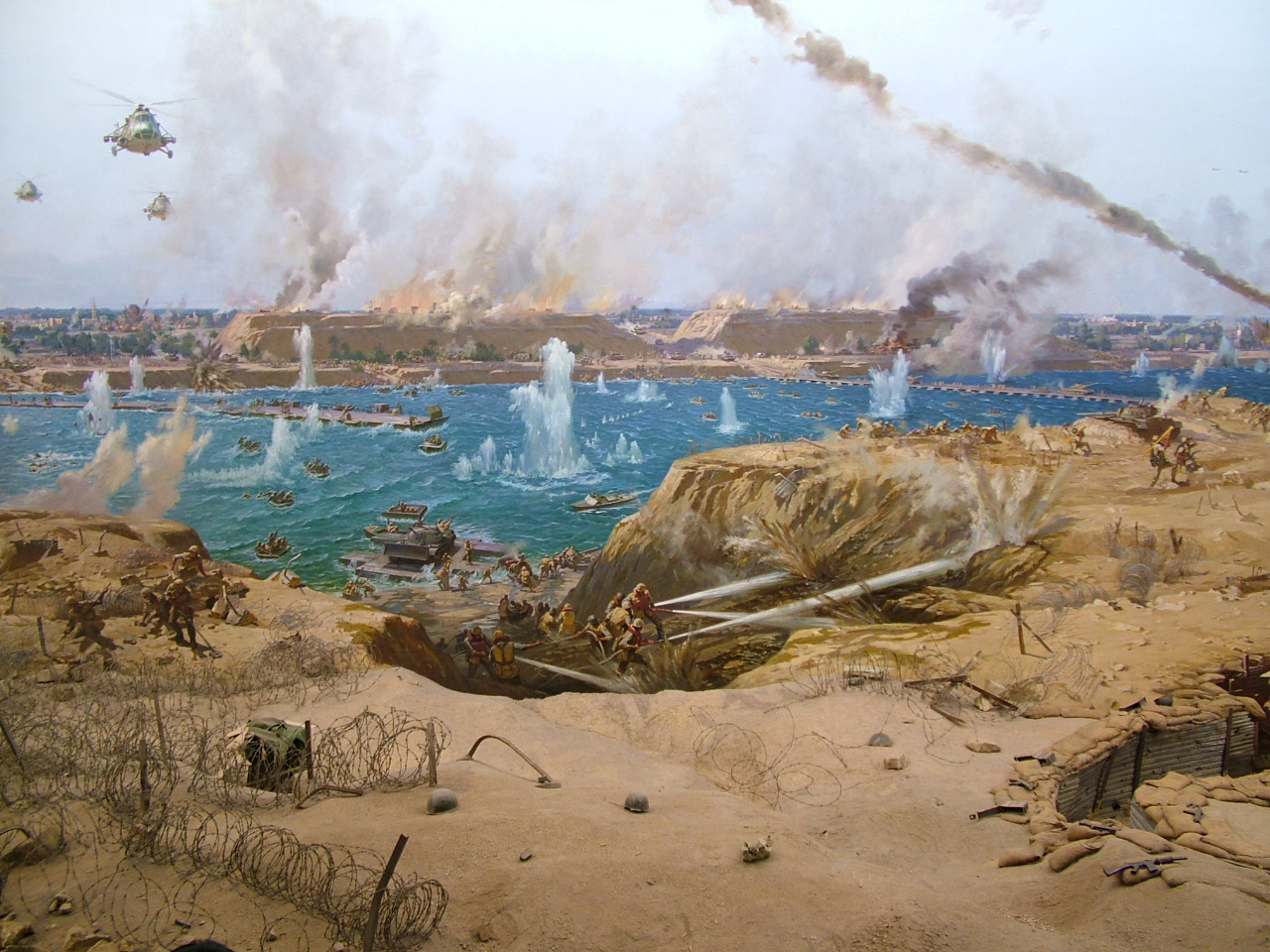
Kanalüberquerung ägyptischer Truppen unter Einsatz von Wasserkanonen gegen die israelischen Stellungen auf dem Sinai während des Oktoberkrieges 1973 (Bild aus dem Panorama des 6. Oktober 1973 in Heliopolis/Kairo).

Der 6. Oktober ist ein symbolträchtiger Tag in Ägypten, an dem landesweit mit Festveranstaltungen an den Angriff auf die israelischen Truppen am 6. Oktober 1973 erinnert und somit der ägyptischen Beteiligung an dem Vierten Arabisch-Israelischen Krieg von 1973 (Oktoberkrieg 1973, in Israel heißt er Jom-Kippur-Krieg) gedacht wird. Der Jahrestag zum Oktoberkrieg gegen Israel gilt als der große nationale Festtag zu Ehren des Militärs. Er wurde als nationaler Festtag für „alle Ägypter“ beschworen. Ihm wird eine hohe Bedeutung für viele Ägypter beigemessen. Obwohl der Jom-Kippur-Krieg in einem Patt endete, das Israel begünstigte, wurde er von der militärgestützten Übergangsregierung als ägyptischer Sieg betrachtet. Für ägyptische Schulklassen gehörte ein Besuch des Museums in Kairo zum Pflichtprogramm, wo im Panorama des „Krieges vom 6. Oktober“ der Beginn des ägyptisch-israelischen Krieges nacherlebt werden kann und die Vertreibung der israelischen Truppen vom östlichen Ufer des Sueskanals am 6. Oktober 1973 als größter Erfolg der ägyptischen Armee der vorangegangenen Jahrzehnte gefeiert wird. Die ägyptische Geschichtsschreibung und der ägyptische Schulunterricht blenden die kurz auf den 6. Oktober erfolgte empfindliche Niederlage der ägyptischen Armee gegenüber der israelischen aus und betonen stattdessen den durch die politischen Verhandlungen infolge des Krieges erzielten Erfolg der militärisch geschlagenen Ägypter unter Präsident Anwar as-Sadat, der in den Friedensverhandlungen von Camp David die im vorangegangenen Sechs-Tage-Krieg 1967 von Israel komplett eroberte Sinai-Halbinsel für Ägypten zurückerhielt. Obwohl der Friedensschluss mit Israel in der ägyptischen Bevölkerung seitdem sehr umstritten war, weil viele Ägypter darin einen Bruch der panarabischen Solidarität sahen, wurde der 6. Oktober als Tag der Kanalüberquerung seitdem in großem Maßstab gefeiert und von den ägyptischen Medien zur Glorifizierung der Armee genutzt.

### Symbolik des Tahrir-Platzes als Versammlungsort für Proteste
Der großdimensionierte Tahrir-Platz war 2011 als Versammlungsort für Demonstranten zum Symbol der Revolte geworden, die noch im selben Jahr zum Sturz von Husni Mubarak führte, dem Wahlsiege der Freiheits- und Gerechtigkeitspartei und Vertretern der Muslimbruderschaft bei allen freien Wahlen in Ägypten folgten. Nach dem Militärputsch gegen die gewählte Regierung der Freiheits- und Gerechtigkeitspartei Mursis war der Tahrir-Platz seit Juli 2013 fast jede Woche gesperrt. Bewaffnete Soldaten wurden in der Zugangsstraße vor Panzern postiert und inspizierten Ausweise, Taschen und Handykameras der Passanten, die den Platz nicht mehr ohne Genehmigung betreten durften. Die neuen Machthaber Ägyptens nach dem Militärputsch vom 3. Juli versuchten, die Vorherrschaft auf dem Tahrir-Platz für sich zu sichern und einen Aufmarsch von Anhängern des gestürzten Präsidenten Mohammed Mursi an dem symbolträchtigen Ort zu verhindern. Nach offizieller Lesart der Putschisten war der Tahrir-Platz nun der Geburtsort der sogenannten „Zweiten Revolution“ und Schauplatz der „Befreiung“ von der „Knechtschaft unter den Islamisten“. Der Tahrir-Platz wurde neben seiner Bedeutung als ikonisches Epizentrum der sogenannten „Revolution des 25. Januar“ zum Standort von Pro-Übergangsregierungs-Versammlungen.
Eine Woche vor dem 6. Oktober ließ die militärgestützte Übergangsregierung den Kreisel in der Mitte des Tahrir-Platzes mit Blumenkübeln begrünen. Andrea Backhaus kommentierte in der Zeit, beim „Ringen um den Tahrir“ gehe es „um die Deutungshoheit in der nationalen Geschichtsschreibung“.
Auch nach dem 6. Oktober 2013 erinnerte die Gestaltung des zum Symbol für die Umbrüche Ägyptens gewordenen Tahrir-Platzes durch die neuen Machthaber unter der militärgestützten Übergangsregierung mit dem Auslegen von Rollrasen und dem Anpflanzen von Blumen nicht mehr daran, wie viele Menschen dort gestorben waren. Stattdessen zeugten am Straßenrand stehende Panzer, die Absperrung der Nebenstraßen des Platzes und meterhohe Mauern, die verhindern sollten, dass Demonstranten zum Tahrir-Platz vordringen können, von der erneuten Machtergreifung des Militärs nach der durch den Militärputsch beendeten Amtszeit Mursis.

## Ablauf am 40. Jahrestag des Jom-Kippur-Krieges
Am 6. Oktober demonstrierten erneut Tausende Anhänger der Muslimbrüder trotz der vorherigen Drohungen der militärgestützten Übergangsregierung für den vom Militär gestürzten Präsidenten Mursi. Die Demonstrationen des 6. Oktober waren die größten seit Wochen. Dennoch erreichte kein einziger der vielen Protestmärsche den Tahrir-Platz. Bei den Kundgebungen und Protesten kam es mehrfach zu Zusammenstößen zwischen Islamisten und ihren Gegnern. Sicherheitskräfte gingen massiv gegen Unterstützer der Muslimbruderschaft vor. Es kam zu den schwersten Kämpfen zwischen Muslimbrüdern und Sicherheitskräften seit der blutigen Räumung der beiden Protestcamps Mitte August. Mit über 50 Toten handelte es sich um einen der blutigsten Tage seit der Machtergreifung des Militärs vom 3. Juli 2013.
Zum ersten Mal seit dem Sturz des Präsidenten Mursi ging ein großer Teil der gegen die Islamisten gerichteten Gewalt von Zivilisten aus. In mehreren Vierteln Kairos kam es zu brutalen Attacken auf die Demonstranten. Augenzeugen berichteten, dass Anwohner mit Rückendeckung der Sicherheitskräfte das Feuer auf Mursi-Anhänger eröffnet hätten. Die Krawalle zwischen Mursi-Anhängern, Quartierbewohnern und Schlägertrupps dauerten vielerorts bis spät in die Nacht an.
Statt eines Signals ägyptischer Einheit vermittelten die beiden größten politischen Lager Ägyptens, der Gegner und der Unterstützer des gestürzten Präsidenten Mursi, an dem Nationalfeiertag das Bild einer politischen Spaltung. Die Pro-Mursi-Demonstranten, deren Protestmärsche die Autobahnen in Westkairo füllten, nutzten den Tag, um gegen den Sturz Mursis zu demonstrieren, während die Gegner Mursis den Tahrirplatz einnahmen, um die Rolle des Militärchefs Sisi beim Sturz Mursis zu rühmen.

### Opfer
Am 6. Oktober wurden bei den seit dem 4. Oktober andauernden landesweiten Protesten der Muslimbrüder gegen Übergangsregierung und Militär nach offiziellen Angaben mindestens 57 Menschen getötet, davon mindestens 49 im Großraum Kairo (30 im Bezirk Dokki/Gizeh, 18 in Ramses/Kairo, 1 im Bezirk Zeitoun/Kairo), sechs in Bani Suwaif und zwei in Minya (mindestens einer in Delga). Nach Angabe der als unabhängig geltenden Website Wiki Thawra gab es landesweit bei den Zusammenstößen des 6. Oktober 2013 82 Todesopfer, darunter 64 im Großraum Kairo.
Die Mehrheit der landesweit über 50 getöteten Demonstranten, von denen die meisten bei Straßenschlachten in Kairo ums Leben kamen, sollen laut Ärzteberichten mit scharfer Munition getötet worden sein. Nach offiziellen Zahlen starben allein bei den heftigen Zusammenstößen auf der Tahrir-Straße im Stadtteil Dokki (Gizeh) etwa 30 Menschen und nahe dem Ramses-Platz (Kairo) weitere 16.
Aus Sicherheitskreisen hieß es, die meisten Toten hätten Schussverletzungen erlitten. Auch ein Beamter des Gesundheitsministeriums gab an, die meisten der Opfer seien an Schusswunden gestorben. Schon am 6. Oktober hatten internationale Medien gemeldet, dass mehrere der getöteten Islamisten Schusswunden an Kopf und Körper aufwiesen. Nach Angabe der gerichtsmedizinischen Behörde waren die meisten der bis zum 7. Oktober untersuchten 30 Getöteten aus dem Großraum Kairo nach ersten Obduktionsbefunden durch Schusswaffeneinwirkung getötet worden, sowohl durch Schrotkugeln als auch durch scharfe Munition. Human Rights Watch berichtete Anfang November, laut einer Quelle in der Forensic Medical Authority habe scharfe Munition den Tod in 44 von 49 Fallen in Kairo and Gizeh ausgelöst, während die anderen 5 durch Schrotkugeln getötet wurden. 20 der Personen hätten tödliche Wunden im Thorax, 17 am Kopf, 6 im Magen, 4 an den Gliedmaßen und 2 an verschiedenen Stellen des Körpers aufgewiesen. Unter den Getöteten habe sich auch ein Minderjähriger befunden.
Fast alle Todesopfer stammten aus den Reihen der Mursi-Anhänger. Während der Gewalttaten wurden keine Mitglieder von Sicherheitskräften getötet.
Offizielle Stellen bezifferten die Anzahl der landesweit Verletzten auf 391. Bei 191 der Verletzten handelte es sich nach offiziellen Angaben um „kritische Fälle“ mit Frakturen und Schusswunden in Brust und Kopf und mit Kopftraumata.
Während das Innenministerium die Ereignisse des 6. Oktober in einer Pressemitteilung als ein Ergebnis von „Zusammenstößen zwischen Anwohnern und Mitgliedern der Muslimbruderschaft“ beschrieb, kam die Menschenrechtsorganisation Human Rights Watch zu dem Schluss, dass Schüsse der Polizei für die Mehrheit der Todesfälle des 6. Oktober in Kairo und Gizeh verantwortlich seien und dass mit den Demonstranten der Muslimbruderschaft zusammenstoßende „Anwohner“ Gruppen von Männern einschlossen, die mit der Polizei zu kooperieren schienen.

### Hergang in Kairo

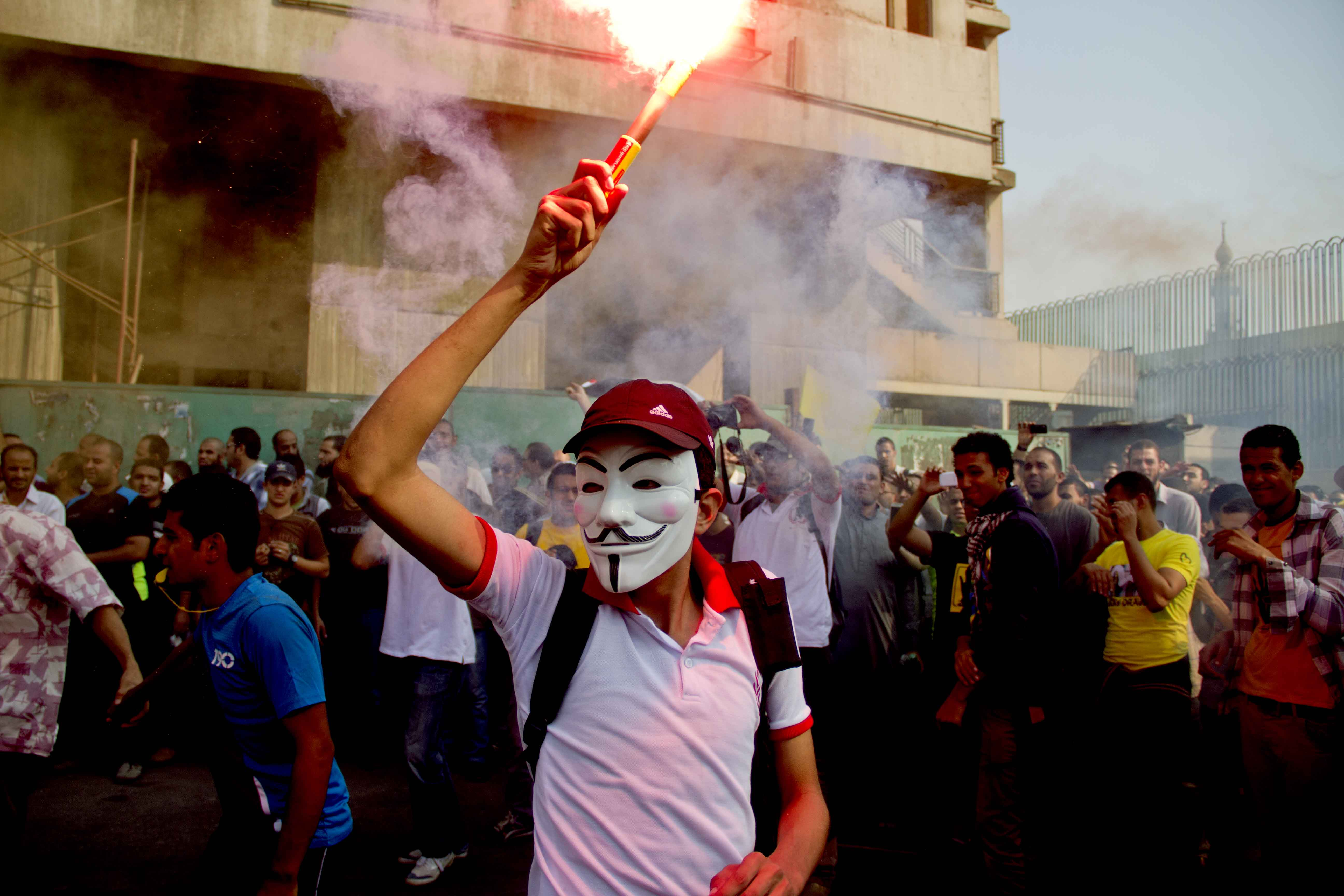
Anti-Putsch-Demonstrant mit Guy-Fawkes-Maske und Fackel auf Protestkundgebung in Kairo am 6. Oktober.

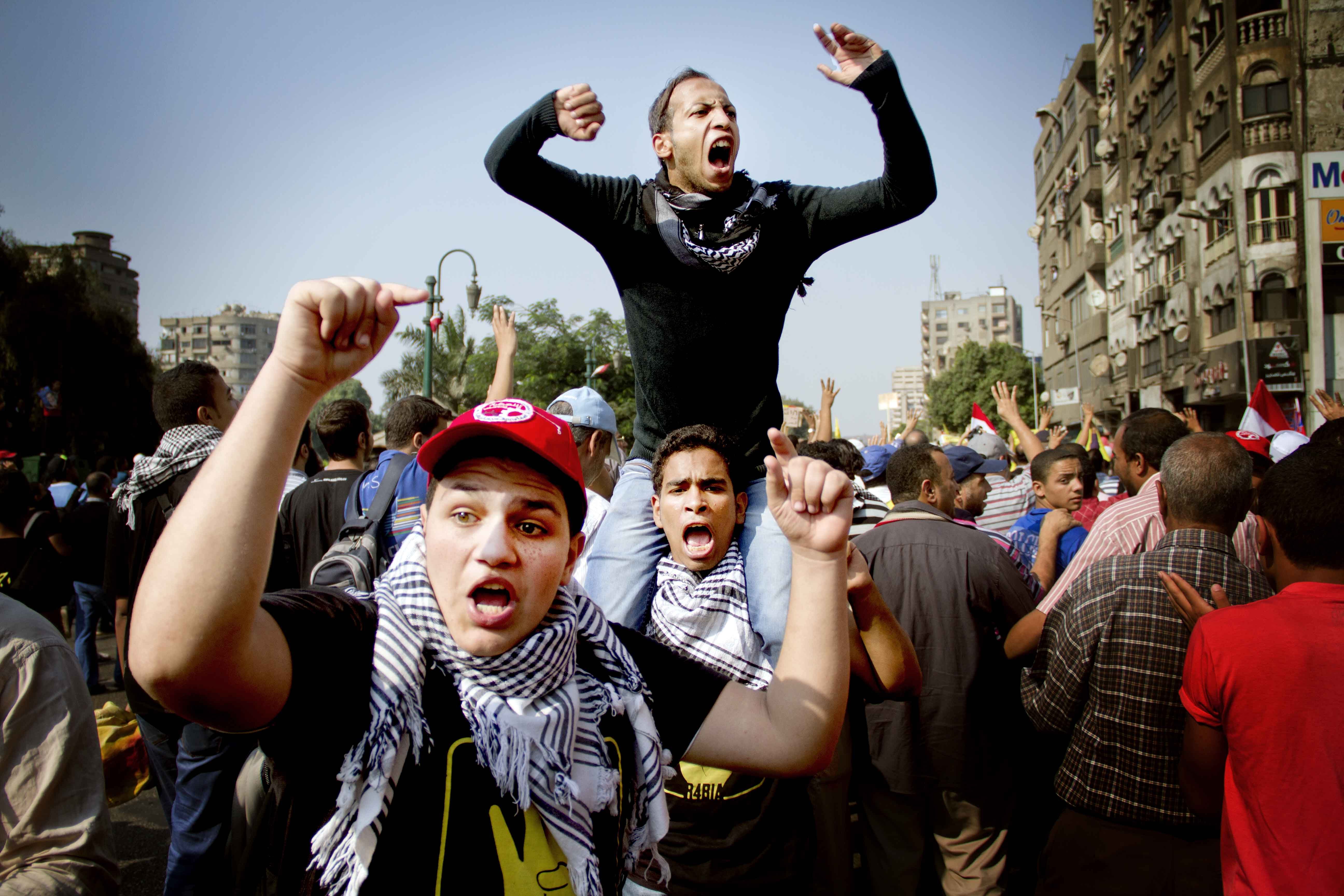
Anti-Putsch-Demonstranten mit R4bia-T-Shirts skandieren in Kairo am 6. Oktober.

In Kairo wurden insgesamt mehrere Stadtviertel Schauplatz stundenlanger Straßenkämpfe, wie beispielsweise am Ramses-Platz.
Zu tödlichen Gewaltszenen kam es, als in Kairo Zehntausende Unterstützer von Mursi in Richtung Tahrir-Platz marschierten, wo ursprünglich sie eine Großkundgebung geplant hatten. Dennoch hatten sich dort bereits Tausende Unterstützer der Armee oder Anhänger der militärgestützten Interimsregierung versammelt. Die Auseinandersetzungen brachen aus, als die Polizei versuchte, die Märsche der Muslimbruderschaft zum Tahrir-Platz aufzulösen. Soldaten, Polizei und bewaffnete „Bürgerwehren“ blockierten den Mursi-Unterstützern den Weg und begannen zu schießen. Die Polizei schoss in der Umgebung des Tahrir-Platzes mit Schrot, Tränengas und Gummigeschossen, später auch Salven aus Schnellfeuerwaffen, um die Anhänger Mursis zurückzudrängen. Der Einsatz der Sicherheitskräfte richtete sich in erster Linie gegen Mursi-Anhänger. Laut Amnesty International wurden allein 16 Menschen nahe dem Ramses-Platz erschossen, als Sicherheitskräfte scharfe Munition einsetzten, um einen Pro-Mursi-Marsch zum Tahrir-Platz aufzulösen. Unter den Verletzten habe sich beispielsweise ein 16-jähriger Schuljunge befunden, der in Arm und Bein geschossen wurde. Ein Mediziner gab an, die Polizei und das Militär hätten von einer Brücke aus auf Anhänger der Muslimbrüder geschossen.
Die Mursi-Anhänger wurden durch den Polizeieinsatz in das Stadtviertel Dokki in Westkairo zurückgedrängt. Bereitschaftspolizisten fassten Demonstranten und schlugen auf sie ein, bevor sie diese in Handschellen abführten, während Anwohner Beifall klatschten. Im Stadtteil Garden City sprangen Muslimbrüder-Demonstranten in den Nil, um den sie verfolgenden Polizisten zu entkommen. Nach Angabe des Fotografen Mosa’ab Elshamy, der an der Spitze des Protestmarsches teilnahm, wurde dem Protestzug der Mursi-Unterstützer, der Dokki um etwa 15 Uhr erreichte und weitgehend aus Familien, Frauen und Kindern bestanden haben soll, zunächst mit Tränengas, daraufhin mit Plastikgeschossen und schließlich mit scharfen Schüssen begegnet. BBC-Reporter Quentin Sommerville berichtete, eine Anzahl von Demonstranten sei im gehobenen Viertel Dokki von scharfen Schüssen getroffen worden, einige von Schrotbeschuss, worauf sie mit dem Werfen von Steinen auf Polizei und Soldaten reagiert hätten.
Banden von Bürgerwehren und Polizisten in Zivilkleidung attackierten in einigen Straßen Leute, die sie verdächtigten, Ausländer, Journalisten oder Muslimbrüder zu sein. Nach Augenzeugenberichten prügelten Polizisten wahllos auf Demonstranten ein, teilweise unterstützt von Anwohnern und scheinbaren Zivilisten, die mit Pistolen bewaffnet und in Dienstwagen der Regierung auf dem Schauplatz erschienen. Patrick Kingsley berichtete im Guardian, dass Polizei, Armee und säkulare Anwohner auf der Westseite des Tahrir-Platzes Kugeln und Tränengas auf den Protestmarsch abgefeuert hätten. Entgegen einigen Berichten, die behaupteten, dass einige Personen im Protestmarsch Schusswaffen mit sich führten, hätten sich laut Mosa’ab Elshamy die Protestteilnehmer, unter denen sich auch nicht mit der Muslimbruderschaft verbundene Fußballfans des harten Kerns befanden, drei Stunden lang durch Würfe von Steinen und brennenden Reifen behauptet, bis sie sich zurückzogen. Beim Rückzug seien einige niedergeschossen worden.
Andere Medien gaben an, Mursis Unterstützer hätten unter anderem Brandbomben auf die Polizei geworfen, worauf diese mit Schüssen und Tränengas reagiert habe. Wieder andere Berichte sprachen davon, dass Demonstranten gegen Sicherheitskräfte „Feuerbomben“ eingesetzt und mit „Vogelschrot“ geschossen hätten. Stefan Maier gab in der Tagesschau an, einige „Muslimbrüder“ hätten zur Gewalt gegriffen, die „mehr und mehr Gegengewalt“ erzeugt habe. Anwohner hätten dann Steine von den Häusern geworfen.
In Kairo dauerten die Auseinandersetzungen der Putschgegner mit der Polizei bis in die Nacht hinein. Bis zum späten Abend gelang es den Mursi-Anhängern nicht, die dichten Polizeisperren rund um den Tahrir-Platz zu durchbrechen. Auf der Ostseite des Tahrirplatzes fand weiter die Veranstaltung der Armeeunterstützer statt. An dem von zahlreichen Panzern und gepanzerten Truppenfahrzeugen gesicherten Tahrir-Platz mussten sich die Besucher vor dem Zugang zum Platz strengen Kontrollen unterziehen. Viele der Pro-Militär-Demonstranten trugen Porträts von Armeechef Sisi. Die Anhänger der neuen Machthaber feierten den ganzen Tag Armeechef Sisi, dessen Porträt am 6. Oktober überlebensgroß am Gebäude des Verwaltungskomplexes Mugamma an der Stirnseite des Tahrir-Platzes hing, als Idol und trugen Soldaten und Polizisten auf den Schultern durch die Menge. In der Menge sammelten Aktivisten Unterschriften für Militärchef Sisi als nächsten Präsidenten. Militärjets und Apache-Kampfhubschrauber mit ägyptischen Flaggen flogen wie bei den Massenkundgebungen kurz vor dem Militärputsch vom 3. Juli als Luftparade in Formation zur Zurschaustellung der Militärausrüstung der Übergangsregierung über den Platz.
Vereinzelt kam es am 6. Oktober auch zu gewaltsamen Übergriffen der islamistischen Demonstranten auf Anhänger der Armee. So verprügelten nach Angaben von Aktivisten islamistische Demonstranten in Kairo die bekannte Fernsehmoderatorin Buthaina Kamel, eine erklärte Gegnerin der Muslimbruderschaft, die 2012 als einzige Frau versucht hatte, für das Präsidentenamt zu kandidieren und zu den Mitbegründern der Bewegung „Schayfeenkom“ gehörte.

### Hergang in anderen Städten
Auch in anderen Städten postierten sich Sicherheitskräfte um die wichtigsten Plätze. In Alexandria, Sues und Assuan kam es je nach Quelle ebenfalls zu gewaltsamen Auseinandersetzungen zwischen Mursi-Anhängern mit Mursi-Gegnern beziehungsweise mit der Polizei. Darüber hinaus ereigneten sich in Ismailia Zusammenstöße.

### Festnahmen und Strafverfolgung
Nach offiziellen Angaben nahm die Polizei über 423 Anhänger der Muslimbruderschaft fest, denen vom Innenministerium unter anderem Vandalismus und Schusswaffeneinsatz vorgeworfen wurden. Das Innenministerium gab an, die 423 Festgenommenen hätten an den Zusammenstößen teilgenommen und „Bürger attackiert“. In einer nächtlichen Stellungnahme vom 6. Oktober behauptete das Innenministerium weiter, diejenigen, die festgenommen wurden, seien im Besitz von Schusswaffen gewesen. Nach Angabe des Innenministeriums erfolgten 243 der Festnahmen in Kairo nach den Zusammenstößen in der Ramsesstraße und Al-Galaa-Straße, wohingegen 180 der Festnahmen in Gizeh bei Besitz von Schnellfeuergewehren und Schrotflinten nach Zusammenstößen in Bein Al-Sarayat und Dokki erfolgt seien.
43 Mursi-Unterstützer wurden nach Medienberichten nach Zusammenstößen zwischen Mursi-Unterstützern, Sicherheitskräften und Anwohnern in Alexandria festgenommen, während sie im Besitz von Anti-Armee-Flugblättern und T-Shirts mit dem R4bia-Slogan waren, der auf das Pro-Mursi-Sit-in am Rābiʿa-al-ʿAdawiyya-Platz verweist, bei dessen gewaltsamer Auflösung am 14. August durch die Sicherheitskräfte mehr Hunderte Demonstranten getötet wurden. Die Staatsanwaltschaft in Alexandria beschuldigte die 43 Männer am 7. Oktober, 17 Anwohner verletzt zu haben, öffentliches und privates Eigentum sabotiert zu haben, Widerstand gegen Sicherheitskräfte geleistet zu haben und Gewalt angewendet zu haben, um Bürger zu terrorisieren und den Verkehr zu blockieren.
Staatsanwälte überstellten 98 Demonstranten, die am 6. Oktober festgenommen wurden, in Untersuchungshaft und erneuerten ihre Haftbefehle. Am 10. Oktober teilte die Staatsanwaltschaft mit, 16 Mitglieder der Muslimbruderschaft zum Strafgericht Kairo überstellt zu haben, wo sie unter anderem wegen Angriff und Tötung von Bürgern während der Zusammenstöße am 6. Oktober angeklagt werden sollten. Ende Oktober verurteilte ein Gericht im Kairoer Stadtbezirk Boulaq Abu El-Ela 16 der am 6. Oktober 2013 festgenommenen Mitglieder der Muslimbruderschaft wegen Verwicklung in die Unruhen in Boulaq Abu El-Ela zum 40. Jahrestag des Oktoberkrieges von 1973 zu drei Jahren Gefängnis. Das Strafmaß setzte sich nach Medienberichten aus je zwei Jahren wegen „illegaler Versammlung“ und je einem Jahr wegen „rücksichtslosem Vorgehen“ (englisch: „thuggery“) zusammen. Die auch als National Council to Support Legitimacy bekannte Anti-Putsch-Allianz, der neben der Muslimbruderschaft mehrere Parteien und Verbände angehörten, bezeichnete die 16 Angeklagten als „Anti-Putsch-Demonstranten“. Yasser Shaarawy, ein Anwalt der Anti-Putsch-Allianz, kritisierte die kurze Zeitspanne von insgesamt 20 Tagen für Festnahme, Ermittlungen und Urteilsspruch als ungewöhnlich.
Nach Angabe von Diana Eltahawy, einer ägyptischen Ermittlerin von Amnesty International, beabsichtigten die meisten am 6. Oktober verletzten und von Amnesty International interviewten Pro-Morsi-Demonstranten nicht, Klage bei der Staatsanwaltschaft einzureichen, sondern fürchteten, eine Ermittlung würde eher zu ihrer Verhaftung als zu einer gerechten Strafverfolgung führen.
Human Rights Watch berichtete am 2. November, dass die ägyptischen Behörden nahezu vier Wochen nach dem Einsatz tödlicher Gewalt zur Zerschlagung der Demonstrationen von Unterstützern der Muslimbruderschaft noch immer keine Angaben darüber gemacht hätten, dass sie Sicherheitskräfte zu ihrem Gebrauch von Schusswaffen am 6. Oktober befragt hatten oder eine solche Befragung beabsichtigten. Mit Ausnahme eines Vorfalls vom 18. August 2013, bei dem 37 Untersuchungsgefangene während eines Gefangenentransports getötet worden waren, hatten die Justizbehörden nach dem Putsch Sicherheitskräfte in keinem Fall zur Verantwortung gezogen.

## Reaktionen und Stellungnahmen

### National
Die unterschiedlichen Reaktionen verschiedener ägyptischer Gruppen und Parteien auf die tödliche Gewalt im Zusammenhang mit der 40. Jahresfeier des Oktoberkrieges von 1973 spiegelten den Zustand der Polarisierung in Ägypten deutlich wider:
- Die Übergangsregierung sprach im Hinblick auf die Ereignisse des 6. Oktobers von einer „Fortsetzung des Kampfes gegen den Terrorismus“.[2] Das Präsidialamt der Übergangsregierung vermutete Landesverrat im Auftrag ausländischer Mächte als verantwortlich für die Proteste.[54] Das Innenministerium der Übergangsregierung beschrieb die Zusammenstöße als Versuch der Muslimbruderschaft, „die Feierlichkeiten zu ruinieren und Spannungen bei den Massen zu verursachen“.[72] In einem vor der Gewalt vom 6. Oktober aufgenommenen und am 7. Oktober in einer privaten ägyptischen Tageszeitung veröffentlichten Interview erklärte Militärchef Sisi, er habe Mursi im Februar erklärt, dass Mursi gescheitert und sein Projekt beendet sei. Mursi habe Ägypten in Richtung eines Bürgerkrieges getrieben. Die nationalen ägyptischen Interessen würden sich von denen der Organisation der Muslimbruderschaft unterscheiden.[100][101]

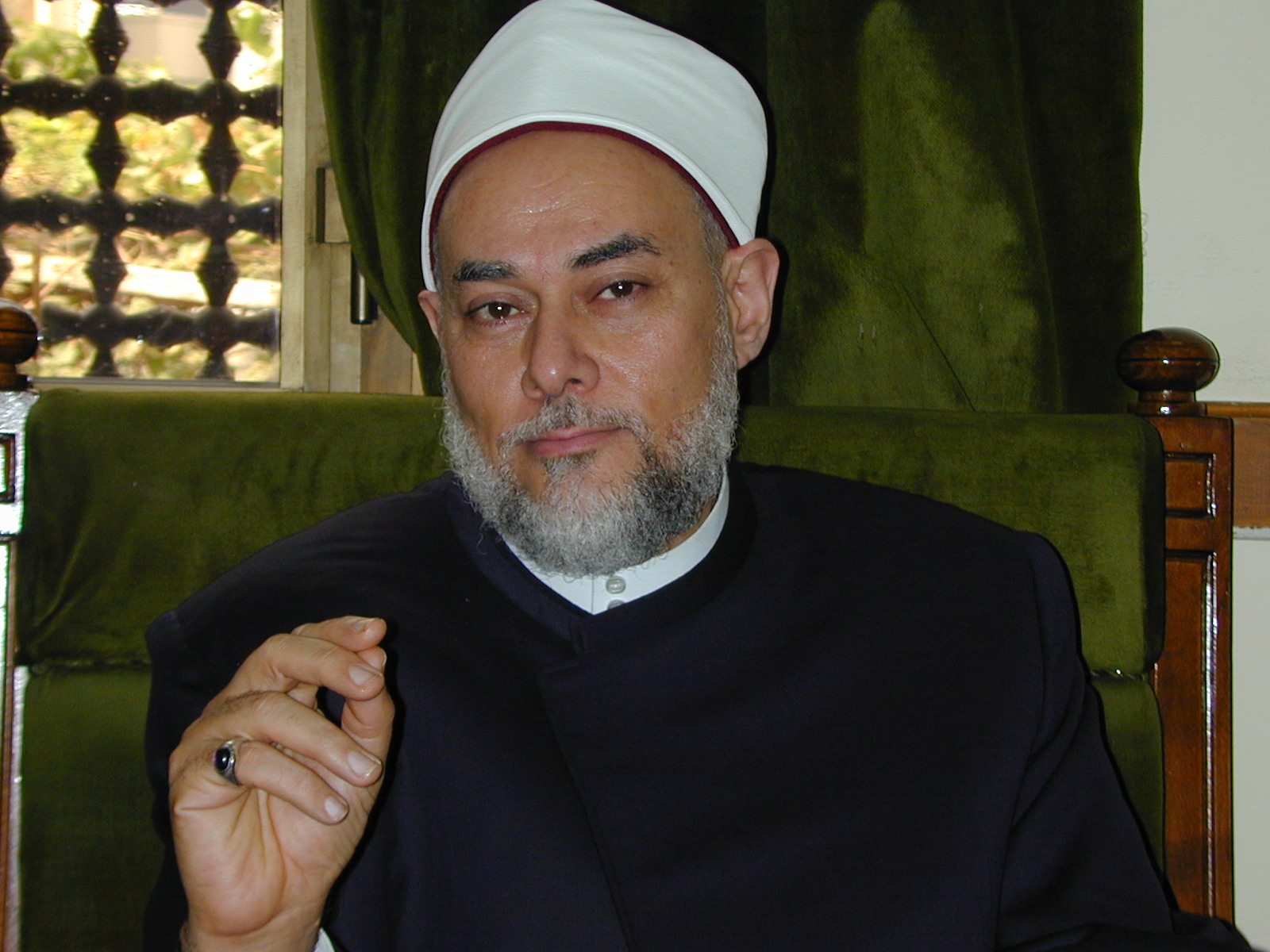
Der ägyptische Großmufti Ali Gomaa

- Der ehemalige ägyptische Mufti Ali Gomaa forderte vor einem Publikum, in dem sich Militärchef Sisi, Militäroffiziere und versammelte Polizeichefs befanden, dazu auf, die Protestierenden zu erschießen: „Schießt [scharf] mit voller [Kraft]. Wir müssen unsere Stadt und unser Ägypten von diesen Hooligans säubern. Sie verdienen nicht unsere ägyptische [Identität].“,[102][103] „Schlagt auf sie ein und opfert nicht eure Soldaten für diese Ketzer“.[104]

- Die als Mitbegründerin der Jugendbewegung des 6. April im Jahr 2011 unter anderem für Förderung von Gewaltlosigkeit der Proteste für den Friedensnobelpreis nominierte Israa Abdel Fattah rechtfertigte die Tötung der von ihr als Terroristen verunglimpften Pro-Mursi-Demonstranten durch das Militär.[105][106][107][108][109] Sie selbst soll nach Angaben von Heba Moreyef (Human Rights Watch) vom ägyptischen Machtapparat nach dem Militärputsch beschuldigt worden sein, für ihre politischen Aktivitäten finanzielle Leistungen von den USA und anderen Staaten erhalten zu haben.[110] Die Jugendbewegung 6. April führte die ersten, vorsichtigen Proteste gegen die Verlängerung des Ausnahmezustandes an, zu denen – wie Astrid Frefel in der NZZ kommentierte, „wieder ebenso viel Mut wie am 25. Januar 2011“ gehörte habe.[65]

- Das ägyptische Fernsehen übertrug am 6. Oktober trotz der Gewalttaten und des Blutbades eine großdimensionierte Show anlässlich der Feierlichkeiten.[97] Die Feierlichkeiten der Streitkräfte zum 40. Jahrestag des Nahostkrieges gegen Israel von 1973 waren am Abend trotz der Straßenkämpfe in einem Stadion fortgesetzt und live im Fernsehen übertragen worden. Militärchef Sisi und der von ihm ins Amt gesetzte Interims-Präsident Adli Mansur nahmen an der Zeremonie teil.[11] Sisi verglich das Militär mit den Pyramiden: „Da gibt es jene, die denken, das Militär könnte zerschlagen werden“, sagte er in seiner Rede, „Seht ihr die Pyramiden? Das Militär ist wie die Pyramiden, weil das ägyptische Volk an seiner Seite ist.“[11][72]

- Die Sprecherin der ägyptischen Partei Al-Tayar Al-Shaaby, Heba Yassin, sagte, die Muslimbruderschaft habe „versucht, den historischen Tag zu beflecken.“ Sie sagte: „Sie machen Gebrauch von jeder Gewalt, um gefallene Opfer zu ihrem Vorteil auszunutzen“. Die Muslimbrüder würden versuchen, „den Staat zu destabilisieren“ und Chaos zu stiften.[6]

- Der Chef der Partei der Freien Ägypter, Ahmed Saeed, sagte, das Beharren der Muslimbruderschaft auf Proteste am 6. Oktober widerstrebe „Nationalismus und Zusammengehörigkeit“.[6]

- Diaa al-Sawy, ein Sprecher der oppositionellen Allianz, verteidigte die Märsche der Mursi-Unterstützer auf den Tahrir-Platz als legitim. Der Protest habe sich nicht gegen die Armee als nationale Institution gerichtet, sondern gegen einzelne Offiziere, welche die Truppe zu einer Miliz umwandeln wollten.[54]

- Die Muslimbruderschaft nannte das Ereignis ein weiteres „Massaker“.[2] Sie forderte auf ihrer Internetseite eine internationale Untersuchung der Vorfälle[71] und sprach sich gegen die gewalttätigen Methoden anderer islamistischer Gruppierungen aus.[72]

- Die als politischer Arm der Muslimbruderschaft geltende Freiheits- und Gerechtigkeitspartei erklärte Militärchef Sisi für die Toten des 6. Oktober für verantwortlich. In einer Stellungnahme der Partei hieß es: „Wir rufen alle Menschenrechtsorganisatione auf, die heute verübten Verbrechen zu verurteilen. Wir fordern eine internationale Untersuchung der Verbrechen des heutigen Tages.“[72]

- Die Anti-Putsch-Allianz sagte in einer Stellungnahme des 6. Oktober, Ägypter, die gekommen seien, um den Jahrestag zu „feiern“, seien „mit kaltblütigen Putschtruppen konfrontiert worden, die schossen um zu töten, mit scharfer Munition“. Die Anti-Putsch-Allianz beschuldigte die „Putsch-Kommandeure“ und ihre Kollaborateure der tödlichen Gewalt. Eine Jugendgruppe innerhalb der Anti-Putsch-Allianz, die Youth Anti-Coup Alliance, erklärte in einer Stellungnahme am 7. Oktober, dass „die Milizen“, die durch das Töten friedlicher Demonstranten auf den Straßen ein neues Verbrechen an Ägypten begangen hätten, „Ägypter nicht davon abhalten werden, ihre Rechte zu fordern“. Die Jugendgruppe erklärte weiter, sie werde ihre Arbeit fortführen, „den Putsch abzuschütteln und alle seine Führer vor Gericht zu stellen“.[6]

- Ende Oktober behauptete die Politikwissenschaftlerin und ehemalige außenpolitische Beraterin der Regierung Mursi, Maha Azzam, es seien unter Sisi „3000 bis 5000 Menschen“ getötet worden.[111]

### International

#### Staatliche und überstaatliche Organisationen
- Deutschland – Der deutsche Bundesaußenminister Guido Westerwelle warnte vor einer neuen Gewaltwelle und appellierte: „Ich rufe alle Verantwortlichen dazu auf, jetzt nicht Öl ins Feuer zu gießen und alles dafür zu tun, dass es nicht wieder zu einer blutigen Eskalation der Gewalt auf den Straßen Ägyptens kommt.“ Er erklärte, der „Fahrplan“ für die Rückkehr zur demokratischen und verfassungsmäßigen Ordnung dürfe nicht in Zweifel gezogen werden.[77]

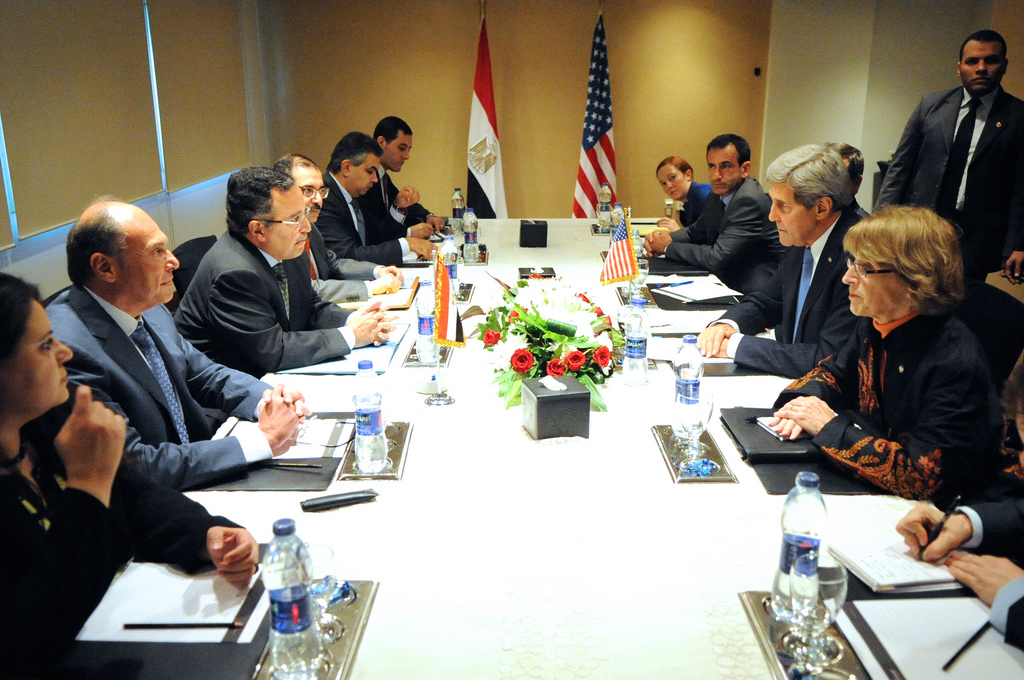
US-Außenminister John Kerry mit Delegation am 3. November 2013 in Kairo beim Treffen mit dem ägyptischen Interims-Außenminister Nabil Fahmi.

- Vereinigte Staaten – Das US-Außenministerium zeigte sich zunächst besorgt.[77] Nach Gesprächen mit der vom Militär eingesetzten ägyptischen Übergangsregierung gab sich US-Außenminister John Kerry bei seinem Ägypten-Besuch am 3. November 2013 optimistisch, dass die Übergangsregierung den Demokratisierungsprozess voranbringe. Kerry sagte: „Bislang gibt es Anzeichen, dass das ihre Absicht ist.“ Der von der neuen Regierung entwickelte Fahrplan für die Rückkehr zur Demokratie werde nach bestem Wissen vorangebracht.[112] Kerry sagte der vom Militär gestützten Übergangsregierung weitere US-Hilfe zu, forderte aber auch mehr „Nachgiebigkeit“ gegenüber den Muslimbrüdern. Bei einer gemeinsamen Pressekonferenz mit dem ägyptischen Übergangsaußenminister Nabil Fahmy sagte er, die US-Regierung werde die ägyptische Übergangsregierung nach wie vor humanitär und bei der Bekämpfung des Terrorismus unterstützen. Er betonte, Ägyptens wirtschaftlicher Erfolg sei an seine Stabilität und Demokratisierung geknüpft.[113] Zugleich wies Kerry darauf hin, dass US-Präsident Barack Obama das Gesprächsangebot der ägyptischen Übergangsregierung angenommen habe.[113][114] Die US-Regierung verlangte zwar dezidiert die rasche Umsetzung der politischen „Roadmap“, vermied aber weiterhin die Bezeichnung „Militärputsch“.[115]
- UNO – UN-Generalsekretär Ban Ki Moon zeigte sich besorgt[77] und verurteilte die Gewalt scharf.[116][117][118]

#### Menschenrechtsorganisationen
Menschenrechtsorganisationen stuften das gewaltsame Vorgehen der Sicherheitskräfte nach dem Sturz Mursis als schlimmer ein als in den letzten Mubarak-Jahren, als Beschwerden zumindest gelegentlich nachgegangen worden sei. Das Innenministerium wurde nun von Mohammed Ibrahim geführt, der für sein blutiges Vorgehen, wie beispielsweise in einem Lager von Flüchtlingen aus dem Sudan im Jahr 2005, bekannt war. Zum Zeitpunkt des Ereignisses des 6. Oktober 2013 befürchteten Menschenrechtsorganisationen eine Ausweitung des von Staatsrepressalien gefährdeten Kreises. Bei den in den vorangegangenen Wochen vorgenommenen Festnahmen von allein in Kairo über 3000 Anhängern Mursis war die Polizei oft überfallartig im Morgengrauen in Wohnungen eingebrochen, obwohl die Gesuchten keinen Widerstand leisteten. Dies wurde als Versuch gewertet, wieder ein Klima der Angst zu verbreiten. Zudem dehnte die Übergangsregierung die Untersuchungshaft für schwere Anschuldigungen von 15 auf 45 Tage aus und das Justizministerium übertrug den privaten Sicherheitsdiensten an den Universitäten polizeiliche Vollmachten. In dem geplanten „Anti-Terror-Gesetz“ sahen Kritiker eine verdeckte Verlängerung des Ausnahmezustandes, den die Übergangsregierung zu diesem Zeitpunkt nach Medienberichten nicht über den 14. November zu verlängern beabsichtigte, womit auch die Aufhebung der nächtlichen Ausgangssperre Mitte November anstand. Mit der Verschärfung des Demonstrationsrechts plante die militärgestützte Übergangsregierung die Proteste einzudämmen. Vertreter der Übergangsregierung, insbesondere liberale Minister, betonten dagegen immer wieder, es sei nicht von einer Rückkehr zu einem Polizeistaat zu sprechen, sondern es gelte die Gefahr durch die Muslimbruderschaft zu bannen.
- Menschenrechtler zeigten sich besorgt über die politische Entwicklung in Ägypten. Die Direktorin von Human Rights Watch in Ägypten, Heba Morajef, warf der Justiz Parteilichkeit vor: „Im Zusammenhang mit der Tötung Hunderter Demonstranten herrscht für die Sicherheitskräfte nahezu Straffreiheit“, „Und in einem solchen Klima politisierter Anklagen ist die Chance auf wirkliche Gerechtigkeit gefährdet.“[123] Joe Stork, der Middle East and North Africa-Direktor bei Human Rights Watch, kritisierte, die ägyptischen Sicherheitskräfte würden bei ihrer Behandlung der Proteste wiederholt die Situation schnell eskalieren lassen und ohne Warnung und mit tödlicher Wirkung scharfe Munition einsetzen. Seit Juli 2013 seien bereits 1300 Menschen gestorben, ohne dass die Behörden die Sicherheitskräfte gezügelt oder auch nur einen Untersuchungsausschuss zur Untersuchung der tödlichen Gewalt eingerichtet hätten. Human Rights Watch hob hervor, dass kleinere Demonstrationen von bis zu einigen tausend Unterstützern der Muslimbruderschaft in Kairo und anderen Städten jeden Freitag in den vorangegangenen zwei Monaten stattgefunden hatten. Während Sicherheitskräfte zwar häufig Teilnehmer festgenommen hatten, sei jedoch die Geschwindigkeit, mit der die Polizei am 6. Oktober umfassend Gebrauch von tödlicher Gewalt gemacht hatte, erstmals seit den gewaltsamen Auflösungen der großen Protestcamps in Cairo am 14. August wieder in Erscheinung getreten.[5]

- Das Arabische Netzwerk für Menschenrechte gab an, das Justizministerium habe zwei neue Gesetze mit einer weit gefassten, unklaren Definition des Begriffs „Terror“ ausgearbeitet, unter die praktisch jeder Protest falle, um Restriktionen gegen Regimekritiker durchzusetzen. Dies bedeute eine Umkehr der Errungenschaften der Revolution von 2011 und zeige die Absicht des Staates, die Menschen zum Schweigen zu bringen und zu einem Polizeistaat zurückzukehren.[65]

- Auch nach Ansicht der Ägyptischen Organisation für Menschenrechte (Egyptian Organization for Human Rights, Abkürzung: EOHR) würde das „Anti-Terror-Gesetz“ wie auch das geplante Demonstrationsgesetz grundlegende Bürgerrechte aushebeln.[119][120] Die EOHR forderte eine unverzügliche Untersuchung der Ereignisse des 6. Oktober 2013 und verurteilte den Tod von Demonstranten. Sie betonte die Notwendigkeit, mit den Demonstranten in friedlicher Weise und unter Vermeidung von Toten umzugehen. Der Leiter der Organisation, Hafez Abo Seada, fügte hinzu, dass Unterstützer des gestürzten Präsidenten Mohammed Mursi, die sich nicht friedlich verhalten hätten, innerhalb des gesetzlichen Rahmens durch Festnahme der Täter ohne Verursachung von Toten hätten behandelt werden müssen.[6]

- Amnesty International erklärte am 14. Oktober, Beweise von Augenzeugen, Gesundheitsbeamten und verwundeten Demonstranten legten nahe, dass Sicherheitskräfte am 6. Oktober scharfe Munition einsetzten, um die Menge von weitgehend friedlichen Demonstranten aufzulösen. Bei dem Einsatz, während dessen mindestens 49 Menschen allein in Kairo getötet worden seien, hätten die Sicherheitskräfte exzessive und unvertretbare tödliche Gewalt eingesetzt, um die Pro-Mursi-Demonstranten auseinanderzutreiben. Laut Augenzeugenberichten hätten die Sicherheitskräfte in einigen Fällen zivil gekleidete und mit Messern, Schwertern oder Schusswaffen bewaffnete Männer unterstützt, die Demonstranten angegriffen und mit ihnen zusammengestoßen seien. Die stellvertretende Leiterin des Bereichs Middle East and North Africa von Amnesty International, Hassiba Hadj Sahraoui, sagte, die ägyptischen Sicherheitskräfte hätten es offenkundig unterlassen, den Verlust von Menschenleben zu vermeiden. Auch Umstehende oder nicht gewalttätige Demonstranten seien in Mitleidenschaft gezogen worden. Sie kritisierte die im Vorfeld des 6. Oktober ausgesprochene Drohung ägyptischer Behörden, am 6. Oktober gegen das Militär protestierende Demonstranten als nationale Sicherheitsbedrohung und nicht als Aktivisten anzusehen: „Das hat den Sicherheitskräften gewisser Massen grünes Licht dafür gegeben, Misshandlungen an Demonstranten zu begehen.“[93]

#### Presse- und Einzelstimmen
- Markus Symank schrieb einen Tag nach den Vorfällen vom 6. Oktober für die Deutsche Welle, dass keine „unabhängigen Untersuchungen zu den Massakern an islamistischen Demonstranten während der vergangenen Monate“ durchgeführt worden seien. „Sicherheitskräfte wie auch Zivilisten, die auf Seiten der Übergangsregierung kämpfen“, so Symank, hätten „in dem derzeitigen Klima der Straffreiheit keine Konsequenzen zu befürchten.“ Es sei kurze Zeit zuvor ein Video bekannt geworden, in dem Armeechef Abdel Fattah al-Sisi den Sicherheitskräften außerdem zusichere, „dass sie keine rechtlichen Konsequenzen zu fürchten hätten, sollten Demonstranten durch ihr Vorgehen umkommen.“[2]

- Der in Kairo lebende Journalist und Politologe Martin Gehlen warf dem militärgestützten Regime am 6. Oktober in der Zeit eine Politik von „Ressentiments, Ausländerhass und Größenwahn“ vor, die keinen Widerspruch westlicher Vertreter bei der Einstufung der Muslimbruderschaft als terroristische Vereinigung gelten lasse: „Die Anhänger der neuen herrschenden Klasse fantasieren ihre Heimat inzwischen hoch zum globalen Vorbild im Kampf gegen den Terrorismus. Wie aggressive Sektenmissionare fallen sie über jeden westlichen Gesprächspartner her, bezichtigen ihn der Ignoranz, seine Regierung als fünfte Kolonne der Muslimbrüder und willigen Mitläufer einer amerikanisch-israelischen Megaverschwörung zur Aufteilung Ägyptens. Wer dieses gegen jede Kritik immunisierte Terroristen-Narrativ nicht teilt, ist als Gesprächspartner von vorneherein verdächtig. Anreisende westliche Politiker, die für eine Reintegration der Muslimbrüder werben, werden bestenfalls noch höflich angehört. Stattdessen greifen faktenfreie Ressentiments, blinder Ausländerhass und chauvinistischer Größenwahn in so massiver Weise um sich, als habe es die politische Selbstbefreiung des 80-Millionen-Volkes mit ihrer Revolution im Januar 2011 nie gegeben.“ Gehlen kritisierte, die neuen Machthaber bekämen die Lage in Ägypten nicht unter ihre Kontrolle, obwohl bereits die gesamte Führung der Muslimbruderschaft inhaftiert wurde, die Organisation der Muslimbruderschaft für illegal erklärt, ihr Vermögen eingezogen, „Abertausende Demonstranten“ in den Hafteinrichtungen „gequält“ und mehr als tausend Menschen bis Anfang Oktober durch Polizei und Militär erschossen worden seien.[124]

- Das Editorial des Guardian vom 9. Oktober bezeichnete Ägypten als „Land im Griff einer Diktatur“, für das neben den Tötungen auch die Anzahl der das Land verlassenden Ägypter signifikant sei sowie die Bestätigung vieler, die in Opposition zu Mursi gestanden hatten wie etwa der aus Protest nach den Massentötungen von Mitte August zurückgetretene Vizeinterimspräsident und Friedensnobelpreisträger Mohammed el-Baradei, dass Ägypten sich nun in Richtung des „Faschismus“ bewegte.[48] Patrick Kingsley berichtete am 6. Oktober im Guardian, dass, während Unterstützer Mursis ihren Protest gegen die „brutale“ Behandlung von Islamisten durch die Armee oft bis hinein in die nächtliche Ausgangssperre fortsetzen würden, eine noch kleinere Minderheit der Ägypter während der Sperrstunde durch Schlagen auf Töpfe und Pfannen von ihren Küchenfenstern aus ihrer Opposition gegenüber dem Autoritarismus sowohl der Armee als auch der Muslimbruderschaft Ausdruck verleihen wollten.[125][78][126] Die Mehrheit der Ägypter sehe als Auswahl jedoch nur Armee oder Muslimbruderschaft an und habe sich auf die Seite der Armee gestellt.[125]

## Weitere Entwicklung
Am 7. Oktober 2013 wurden bei landesweiten Angriffen 18 Angehörige von Armee und Polizei getötet. Allein auf dem Sinai, wo sich nach dem Sturz von Husni Mubarak in der nördlichen Sinai-Halbinsel islamistische Milizen und Schmugglerbanden etabliert hatten, Dschihadisten seit dem Militärputsch von Anfang Juli 2013 ihre Angriffe auf staatliche Einrichtungen, Polizeistationen und Militärstützpunkte verstärkt hatten und die ägyptische Armee seit Anfang September eine großangelegte Militäroffensive gegen bewaffnete Gruppen und militante Islamisten gestartet hatte, starben am 7. Oktober zwölf Polizisten, als eine Autobombe vor dem Hauptquartier der Sicherheitskräfte in at-Tur detonierte.
Am 9. Oktober teilte das US-Außenministerium mit, erstmals seit dem 30 Jahre zurückliegenden Friedensvertrag von Camp David die jährliche US-Militär- und Wirtschaftshilfe an das ägyptische Militär auszusetzen, bis ein „glaubwürdiger Fortschritt“ in den politischen Reformen seit dem Sturz von Präsident Mursi gemacht und eine neue Regierung in freien und fairen Wahlen bestimmt worden sei. Offiziell nahm die US-Regierung auch weiterhin keine Qualifizierung des Militärputsches gegen Präsident Mursi im Juli als „Putsch“ vor. Auf seinem Ägypten-Besuch am 3. November zur Normalisierung des seit der Einfrierung der US-Militärhilfe abgekühlten Verhältnisses zwischen den USA und Ägypten betonte US-Außenminister John Kerry, es handele sich bei der Zurückbehaltung der Militärhilfe nicht um eine Bestrafung. Die Beziehungen zwischen den USA und Ägypten sollten nicht an den Hilfen gemessen werden, sondern an den politischen und wirtschaftlichen Verbindungen. Die US-Regierung sei verpflichtet, mit den ägyptischen Interimsmachthabern zusammenzuarbeiten.
Die Chefin des Internationalen Währungsfonds (IWF), Christine Lagarde, bot den zuständigen ägyptischen Stellen Zusammenarbeit mit dem IWF bei der Stabilisierung der ägyptischen Wirtschaft an. Der IWF könne als Partner in bestehende Kooperationen zwischen Ägypten und den Golfstaaten eintreten. Vor dem Putsch Mursis im Juli hatte es Verhandlungen um einen 4,8 Milliarden Dollar umfassenden Kredit des IWF an Ägypten gegeben. Die neue Militärführung, die nach dem Putsch bereits mit Milliardenbeträgen von reichen Golfstaaten unterstützt wurde, nahm jedoch „angesichts der mit den Kredithilfen verbundenen unpopulären Auflagen“ (Reuters) keine Verhandlungen mit den IWF-Vertretern auf.
Am 9. Oktober teilten die Medien mit, dass der geputschte Präsident Mursi, der seit Anfang Juli an einem unbekannten Ort festgehalten wurde, sich ab dem 4. November vor Gericht wegen „Anstiftung zum Mord an Demonstranten“ (Die Zeit) oder „Folter und Tötung von Demonstranten“ (Reuters) verantworten müsse.
Nachdem zuvor bereits die Muslimbrüder-Partei verboten worden war, erkannte die Übergangsregierung der Muslimbruderschaft am 9. Oktober auch den Status als Nichtregierungsorganisation ab. Allen Organisationen, die den Muslimbrüdern zuarbeiteten oder von ihnen finanziert wurden, wurde die Rechtsgrundlage als NGO entzogen. Gleichzeitig kündigte die Tamarod-Bewegung, die im Juni maßgeblich zum Sturz des Präsidenten Mursi und der Muslimbrüder-Partei als regierender Partei beigetragen hatte, selbst jedoch weder über Parteistatus noch über ein politisches Programm verfügte, ihren Antritt bei den für Anfang 2014 geplanten Parlamentswahlen an.
Nach Meldungen vom 9. Oktober hielt der „maßgeblich am Sturz Mursis beteiligte“ Militärchef Sisi in einem Interview offen, ob er eine Kandidatur bei der Präsidentschaftswahl 2014 anstrebe. Er halte es derzeit für unangemessen, „diese Frage im Licht der Herausforderungen und Risiken zu stellen, die das Land durchmacht“. Zu diesem Zeitpunkt war bereits eine heftige Diskussion über seine mögliche Präsidentschaftskandidatur im Gang, zu der man ihn durch Sammeln von Unterschriften zu bewegen versuchte.
Am 11. Oktober kam es in mehreren Orten Ägyptens erneut zu Protesten, bei denen erneut Tausende Anhänger der Muslimbrüder auf den Straßen demonstrierten und „Sisi ist ein Mörder“ oder „Weg mit dem Putsch“ skandierten. Das Innenministerium bekräftigte seine Warnung, gegebenenfalls mit Gewalt gegen die Islamisten vorzugehen. In Kairo wurden rund um den Tahrir-Platz, die US-Botschaft und andere zentrale Plätze die Sicherheitsvorkehrungen verstärkt. Rund 2000 Islamisten versammelten sich in Kairo zu Protesten und schwenkten vor dem Präsidentenpalast Bilder von Mursi. Die von der Muslimbruderschaft angeführte Anti-Putsch-Allianz, die die Demonstration organisiert hatte, hatte die Teilnehmer zuvor aufgerufen, dem Tahrir-Platz fernzubleiben, um weitere gewalttätige Zusammenstöße zu verhindern. In der Provinz Scharkija nördlich von Kairo wurde ein Mensch getötet. Dutzende wurden in Alexandria verletzt, als ein Wagen in die Demonstranten fuhr. In Alexandria trieben Sicherheitskräfte die Unterstützer Mursis mit Tränengas auseinander, als diese mit Gegnern des entmachteten Präsidenten aneinandergerieten.

Galerie: Anti-Putsch-Demonstration in Nasr-City am 11. Oktober 2013
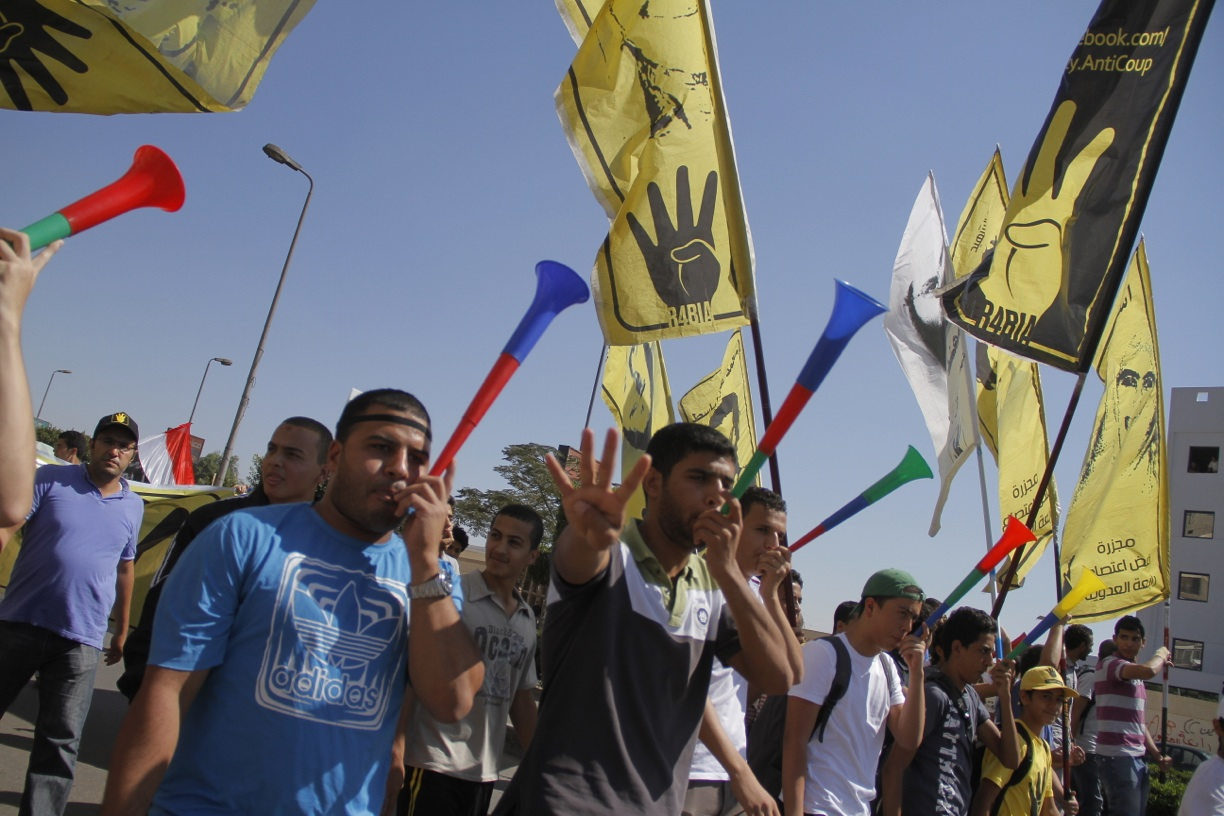
Mit Vuvuzela und Anti-Putsch-Flaggen ausgerüstete Demonstranten formen die Finger zum R4bia-Zeichen.
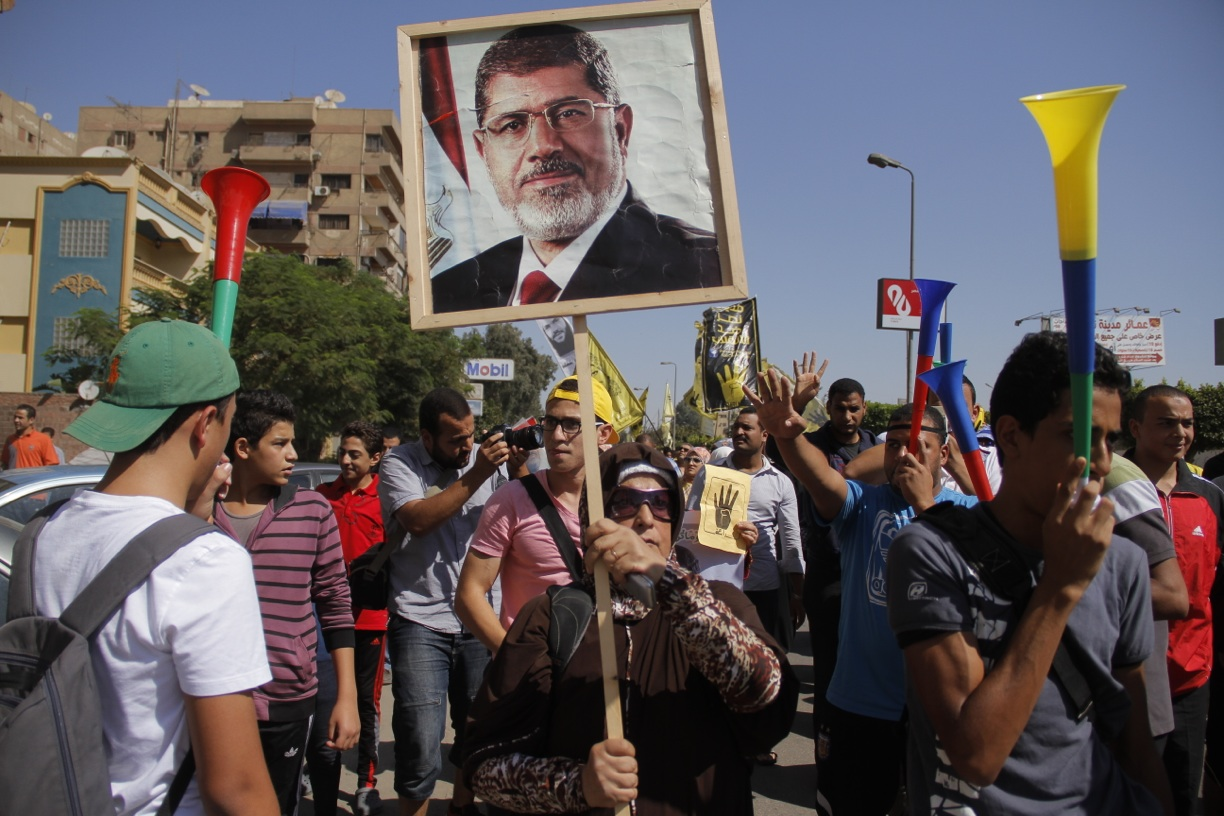
Mursi-loyale Demonstrantin mit Porträt des vom Militär gestürzten Präsidenten.
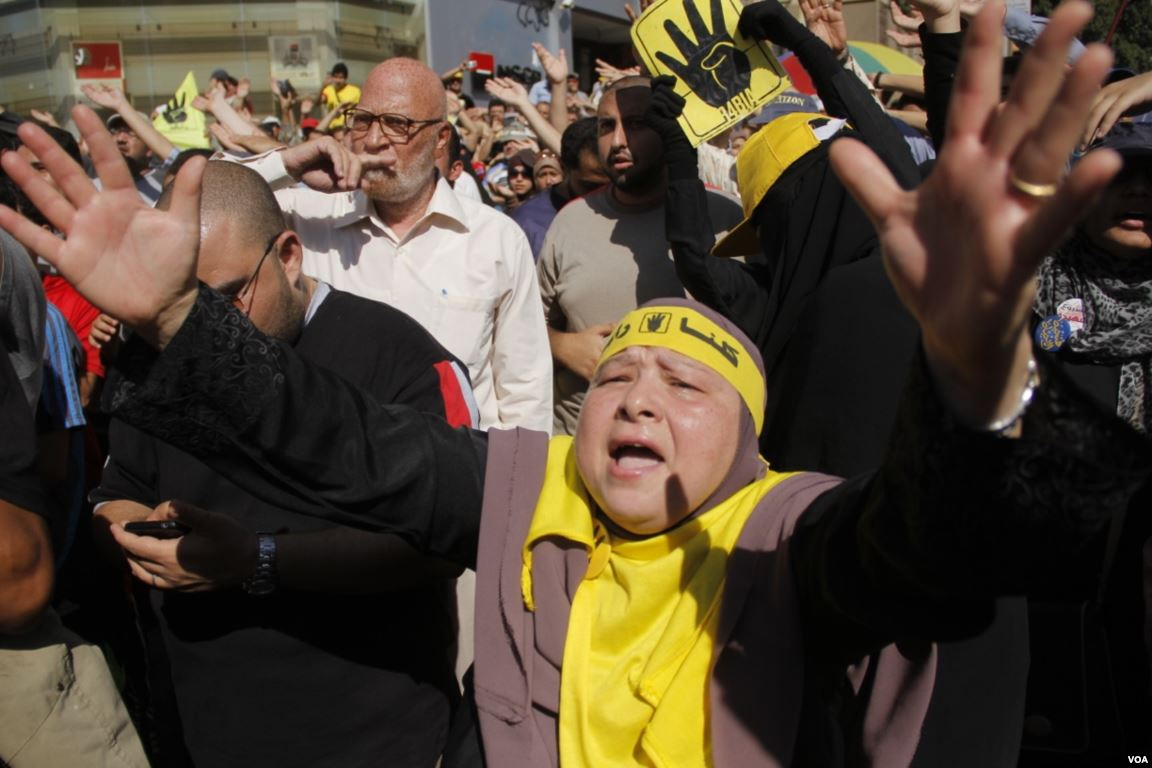
Die Anti-Putsch-Demonstration findet in Nasr-City, einer Hochburg der Muslimbruderschaft, statt.
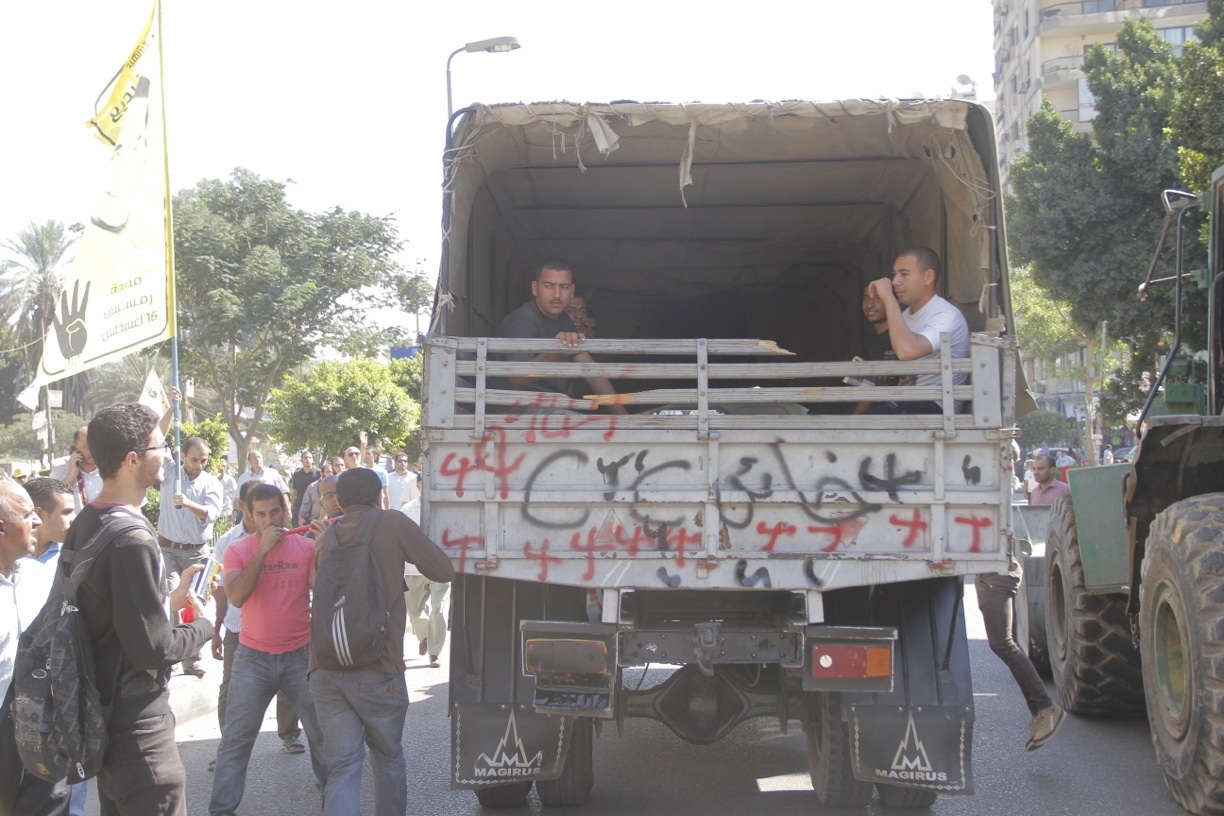
Ein Militärfahrzeug fährt durch den Anti-Putsch-Protest.

Im Oktober veröffentlichte die mit den Islamisten sympathisierende Nachrichtenseite Rasd angeblich nicht freigegebene Audio-Mitschnitte, die aus einem Gespräch zwischen Sisi und Jasser Rizk, dem Chefredakteur der Staatszeitung Al-Masry Al-Youm, stammen sollen und als Beleg dienen sollten, dass sich Militärchef Sisi auch nach den im offiziellen politischen Fahrplan baldig vorgesehenen Neuwahlen und der Wahl einer neuen Regierung unabhängig vom Wahlausgang weitreichende Befugnisse sichern wolle, die ihn in seiner Position unantastbar machen. In dem von Rasd veröffentlichten Gespräch soll Sisi dem Chefredakteur sagen: „Sie sollten eine Kampagne starten mit anderen Intellektuellen zusammen. Fordern Sie, dass die Verfassung einen Artikel bekommt, der General Sisi Immunität gibt in seiner Position als Verteidigungsminister und ihm erlaubt, das Amt zu behalten. Auch für den Fall, dass er nicht Präsident wird.“ Ob Sisi selbst bei den Präsidentschaftswahlen kandidieren wolle oder nicht, hatte der General weiterhin offengelassen. Die Unterschriftenkampagne mit der Forderung, dass Sisi der nächste Präsident wird, sollte zu diesem Zeitpunkt angeblich bereits Millionen Unterschriften gesammelt haben. Wer hinter der Kampagne stand, war nicht bekannt geworden.
Mitte Oktober übermalten sowohl von der Regierung bezahlte Malertrupps, als auch Anwohner die Fassaden immer wieder mit weißer Farbe, die Nacht für Nacht erneut von Sisi-Gegnern mit Botschaften wie „C.C. Mörder“ oder „C.C. Verräter“ besprüht wurden (die Buchstaben „C.C.“ stehen Englisch ausgesprochen für den Namen des Militärchefs „Sisi“). Im Klima eines „fanatischen Personenkults“ (Raniah Salloum/Der Spiegel) um die Person Sisis wurden abweichende Stimmen nicht geduldet und Gegner Sisis als Islamisten und Staatsfeinde eingestuft.
Im Oktober diskutierte ein Übergangsregierungskomitee über ein „Anti-Terror-Gesetz“, durch das einige Sonderbefugnisse für die Sicherheitskräfte auch nach Aufhebung des Mitte August durch die Militärregierung verhängten Ausnahmezustandes erhalten bleiben sollen. Die von der Armee installierte Übergangsregierung sollte zeitgleich mit der geplanten Aufhebung des Ausnahmezustands Mitte November das „Anti-Terror-Gesetz“ sowie das geplante Demonstrationsgesetz beschließen, die der Regierung, der Justiz und den Sicherheitskräften weiterhin gestatten würden, bestimmte Bürgerrechte einzuschränken.
Im Oktober meldeten Medien Pläne der neuen Machthaber zur Einschränkung des Einflusses der Muslimbruderschaft auf die Religion. Das Ministerium für religiöse Angelegenheiten zielte mit einer Reihe von Gesetzen darauf ab, die Moscheen des Landes stärker unter staatliche Kontrolle zu stellen.
Anfang November waren neben ihren Anführern schätzungsweise 3000 Muslimbrüder inhaftiert.
Am 6. November bestätigte ein Berufungsgericht für Eilverfahren in Kairo das Verbot der islamistischen Muslimbruderschaft. Gegen den Spruch konnte noch weitere Berufung eingelegt werden. Damit wies das Gericht die Beschwerde der Muslimbrüder ab, die die Umsetzung des Verbots all ihrer Aktivitäten verhindern wollten. Der Gerichtsentscheid wurde als Anzeichen dafür gewertet, dass die Muslimbrüder von der vom Militär eingesetzten Übergangsregierung für 2014 versprochenen Wahl ausgeschlossen werden.
Unterstützer Mursis und Menschenrechtsgruppen warfen dem Militär vor, nach dem Militärputsch gegen Mursi wieder das Regime Husni Mubarak wiederherstellen zu wollen.